# Panthera leo
Il leone (Panthera leo (Linnaeus, 1758)) è un mammifero carnivoro della famiglia dei felidi. Dopo la tigre, è il più grande dei cinque grandi felidi del genere Panthera, con alcuni maschi che superano i 250 kg di peso. Vive quasi solo nell'Africa subsahariana: il continuo degrado dell'habitat e il bracconaggio lo rendono una specie vulnerabile secondo la IUCN, con un calo della popolazione tra il 30 e il 50% negli ultimi vent'anni.
Una piccola popolazione sopravvive in India, nel Gir Forest Wildlife Sanctuary. I leoni che un tempo abitavano Nordafrica e Medio Oriente si sono estinti da secoli. Fino a circa diecimila anni fa, durante il Pleistocene, il leone era il secondo mammifero più diffuso dopo l'uomo, presente in gran parte di Africa, Eurasia e perfino nelle Americhe, con la sottospecie Panthera leo atrox.
Per via della sua natura e delle dimensioni, il leone può vivere solo in aree protette o parchi zoologici. Celebre il caso della leonessa Elsa, riportata in libertà dopo essere stata allevata dai coniugi Adamson. Le cause del declino non sono del tutto chiare, ma si pensa che il degrado ambientale e i conflitti con l’uomo siano i principali responsabili.
Chiamato spesso "re della savana" o "re degli animali", in natura il leone vive in media 10-15 anni, mentre in cattività può arrivare a 20. I maschi raramente superano i 10 anni in natura, a causa delle ferite riportate nei combattimenti per il controllo del branco.
Di solito i leoni vivono in savane e praterie, ma si adattano anche a foreste e zone cespugliose. A differenza di molti altri felidi, sono animali sociali: un branco è formato da un maschio dominante (o più di uno, se imparentati), da femmine legate tra loro e dai cuccioli. I maschi giovani vengono scacciati dal padre una volta cresciuti e formano gruppi di soli maschi o cercano di prendere il controllo di altri branchi.
La caccia è principalmente compito delle femmine, che collaborano per catturare prede come gli ungulati. I maschi si nutrono soprattutto delle prede catturate dal branco. Essendo un predatore al vertice della catena alimentare, il leone non ha predatori naturali. Di solito non attacca l'uomo, ma ci sono stati rari casi di leoni "mangiatori di uomini".
Il maschio si riconosce facilmente per la sua criniera, simbolo potente nella cultura umana fin dalla preistoria. Leoni sono raffigurati in arte fin dal Paleolitico, come nelle grotte di Lascaux e Chauvet. Sono presenti nelle culture di molte civiltà antiche e appaiono ovunque: sculture, dipinti, stemmi, bandiere, film e libri. Furono allevati fin dai tempi dell'Impero romano e sono stati protagonisti degli zoo dal XVIII secolo. Diversi zoo collaborano per salvare la rara popolazione asiatica.

## Etimologia
La parola leone, assai simile anche in altre lingue romanze, deriva dal latino leō a sua volta preso in prestito in età arcaica dal greco antico  λέων ?, léōn. La parola ebraica לָבִיא (lavi) potrebbe anch'essa avere una relazione con le precedenti, così come quella in egiziano antico rw. Si tratta di una delle molte specie descritte nel XVIII secolo da Linneo nel suo lavoro Systema Naturae, con il nome di Felis leo. Il nome scientifico è poi diventato Panthera leo, in cui Panthera viene dal greco antico πάνθηρ?, pánthēr, imparentato con il sanscrito puṇḍarīka, "tigre".

## Descrizione

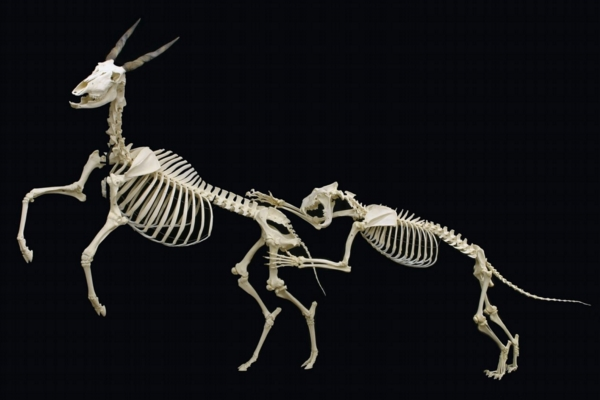
Questa ricostruzione degli scheletri di un leone all'attacco di un'antilope alcina è conservata al Museo di Osteologia di Oklahoma City.

Il leone è uno dei più grandi predatori terrestri in assoluto e il più grande in Africa. Fra i felidi, è quello più alto al garrese e, in quanto al peso, è secondo solo alla tigre. Il maschio può pesare dai 150 ai 250 kg, mentre la massa corporea delle femmine varia dai 120 ai 180 kg. Nonostante il peso inferiore, a cacciare è sempre la femmina mentre il maschio difende il territorio. Nowell e Jackson hanno riportato masse corporee medie di 181-220 kg per il maschio e di 126-150 kg per le femmine e hanno registrato l'abbattimento di un esemplare eccezionale di 272 kg presso il Monte Kenya. L'appartenenza regionale influisce pesantemente sulle dimensioni dei leoni: quelli sudafricani per esempio tendono a pesare in media il 5% in più rispetto a quelli dell'Africa orientale. Specialmente nel passato, prima che la caccia da parte dell'uomo eliminasse gli esemplari più grossi, provocando così il rimpicciolimento genetico della specie, i leoni potevano raggiungere grandi dimensioni. Un esemplare abbattuto nel 1936 presso Hectorspruit nel Transvaal orientale in Sudafrica pesava ben 313 kg.

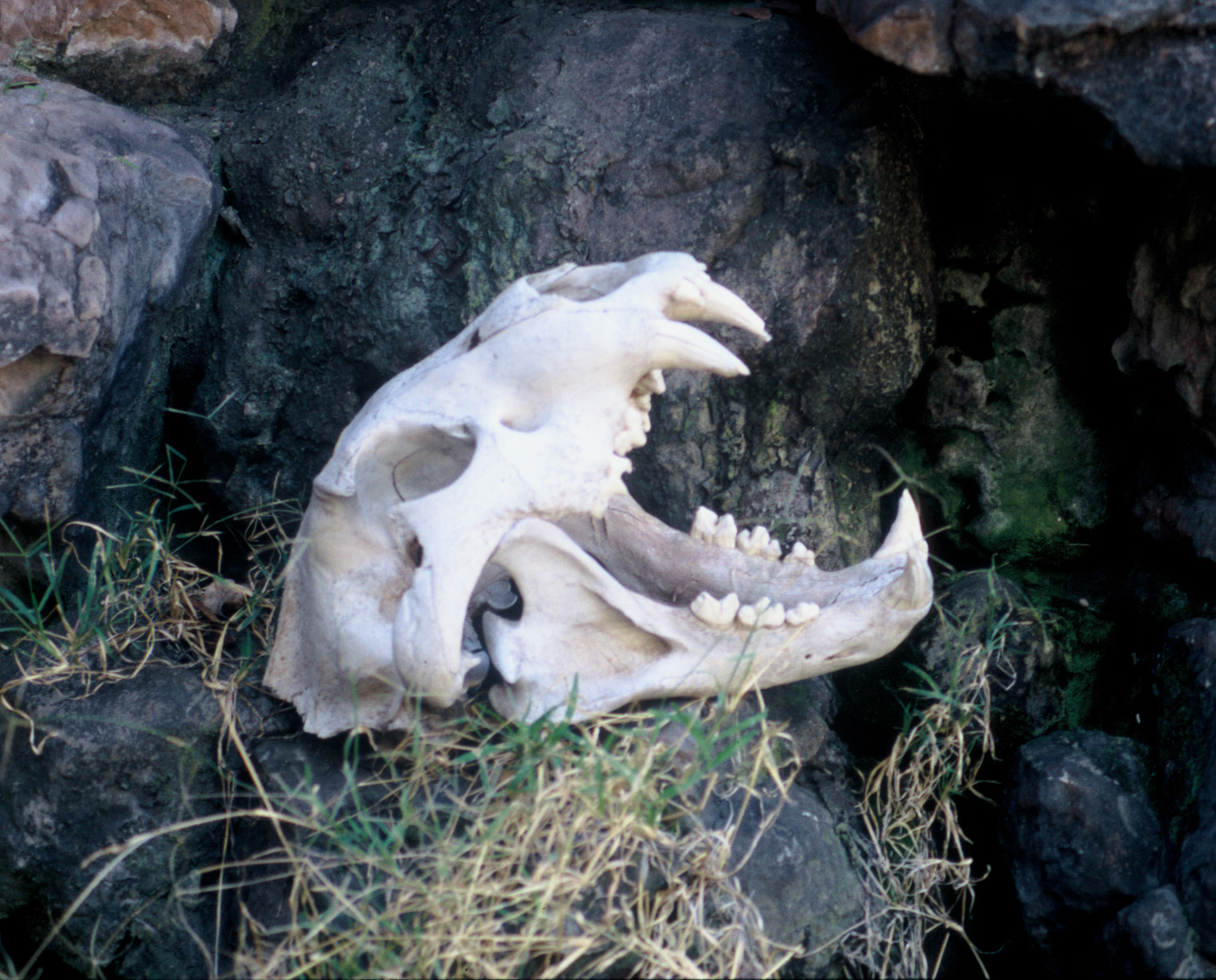
Cranio di leone conservato al Parco Nazionale Kruger in Sudafrica.

La popolazione più grande, estinta in natura, era il leone dell'Atlante, che viveva in Nord Africa e che pesava in media, nei maschi adulti, dai 272 ai 300 kg e poteva raggiungere 3,50 m di lunghezza. Atlas, un leone proveniente dal monte Atlante e tenuto in cattività dal re del Marocco venne descritto come "molto superiore in dimensioni e coraggio ai leoni dalla criniera nera del Sud-Africa".

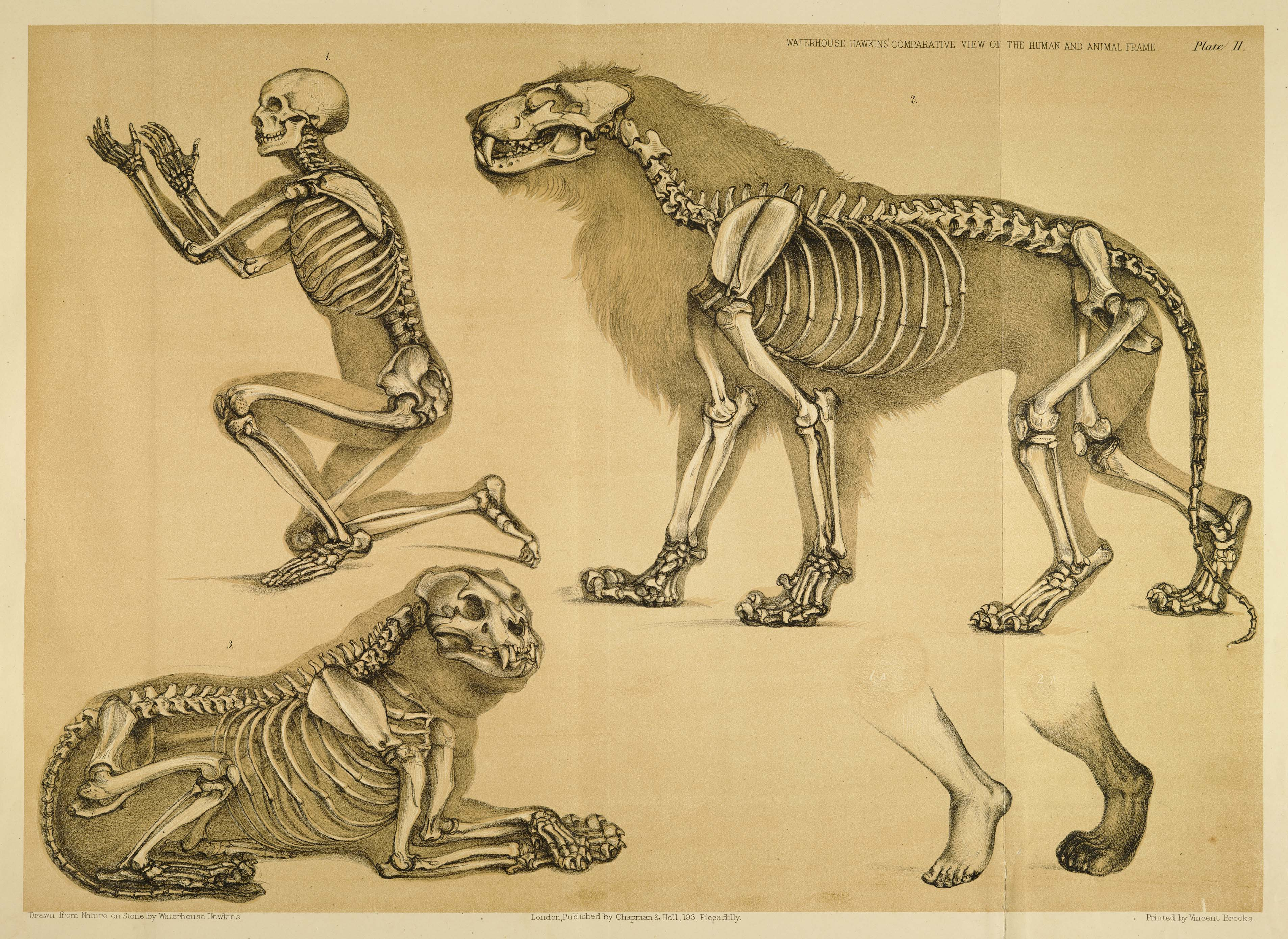
Visione comparata della struttura dell'uomo e del leone, ca. 1860.

La lunghezza del corpo, esclusa la coda, varia da 170 a 250 cm nei maschi e da 140 a 175 cm nelle femmine; l'altezza media al garrese è intorno ai 120 cm per i maschi e 105-110 cm per le femmine (il massimo è rispettivamente di 126 e 110 cm). Il record di lunghezza succitato appartiene a un leone dalla criniera nera lungo 3,64 m che è stato abbattuto presso Mucusso, nell'Angola meridionale nell'ottobre 1973.

Il record di dimensioni per un leone in libertà è di 3,6 m di lunghezza per 318 kg di peso, appartenente a un leone del Transvaal.

Schema della laringe.

In cattività la mancanza di attività e di esercizio può comportare casi di obesità che portano i leoni a pesare anche più di 300 kg; un maschio in particolare è riuscito a raggiungere la massa corporea record di 375 kg. Il leone in questione si chiamava Simba e nel 1970, epoca della misurazione, viveva nello zoo di Colchester in Inghilterra. Si tratta di dimensioni ritenute impossibili da raggiungere per un leone selvatico, anche perché l'obesità sarebbe un ostacolo alla caccia e alla lotta per questi animali.
La coda ha una lunghezza considerevole compresa tra 90 e 105 cm per i maschi e tra 70 e 100 cm per le femmine. Fatto unico per i felidi, la coda termina con un ciuffo peloso che nasconde una punta ossea di circa 5 cm di lunghezza, la cui funzione non è nota. Assente alla nascita, questa propaggine, spesso dotata di spine e formata dalle ultime ossa della coda saldate assieme, comincia a formarsi dopo i cinque mesi e mezzo d'età ed è completa a sette.

Oltre alla differenza di stazza il più evidente indizio di dimorfismo sessuale è rappresentato dalla folta criniera di cui solo i maschi sono dotati. Si tratta degli unici felidi che presentano una caratteristica dimorfa così spiccata. Non è certo che la presenza della criniera abbia influenza sulle abitudini del leone maschio. Se da una parte potrebbe limitarne le capacità mimetiche, dall'altra potrebbe svolgere una funzione protettiva durante i frequenti scontri con altri maschi o con altri predatori.

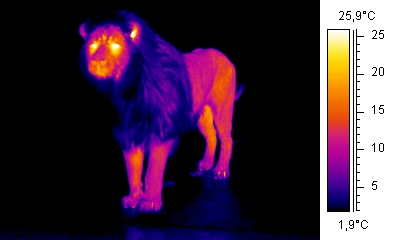
Immagine termografica di un leone in inverno.

Gli arti potenti, il formidabile morso e i canini di 7-8 cm gli permettono di abbattere prede di grandi dimensioni. Il teschio è assai simile a quello di una tigre, anche se la parte frontale è più depressa e appiattita e la parte suborbitale è leggermente più corta. Le aperture nasali sono inoltre più grandi rispetto a quelle della tigre. In ogni caso, vista la grande somiglianza, soltanto la mandibola viene considerata un indicatore affidabile per distinguere le due specie. Un leone è in grado di esercitare una pressione di morso pari a 48,6 kgf/cm² (4764 kPa) se è giovane e se è adulto si stima una forza di 70,3 kgf/cm² (6895 kPa).

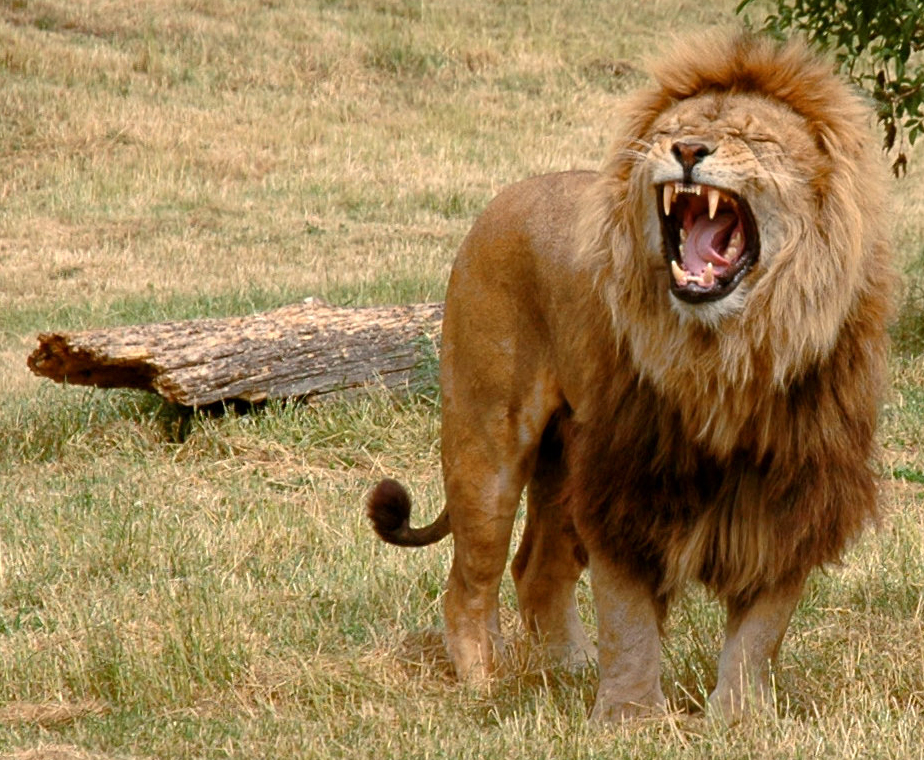
La criniera è una caratteristica dimorfica fondamentale nei leoni.

Il colore della pelliccia varia sui toni del giallo e del camoscio, sino al rossiccio e all'ocra, più chiaro nelle parti inferiori del corpo. La criniera varia in colore dal biondo al marrone scuro e generalmente si scurisce con l'età, mentre il ciuffo al termine della coda è invariabilmente nero. I cuccioli nascono con la pelliccia maculata, simile a quella di un leopardo. Anche se al sopraggiungere dell'età adulta le macchie scompaiono, qualche puntino tenue si può spesso osservare sulle zampe e sul ventre, in modo particolare nelle leonesse.

### Variazioni
Nelle popolazioni di leoni sono state osservate un certo numero di variazioni naturali. Alcune di queste sono state facilitate dalla cattività.

#### Leoni bianchi

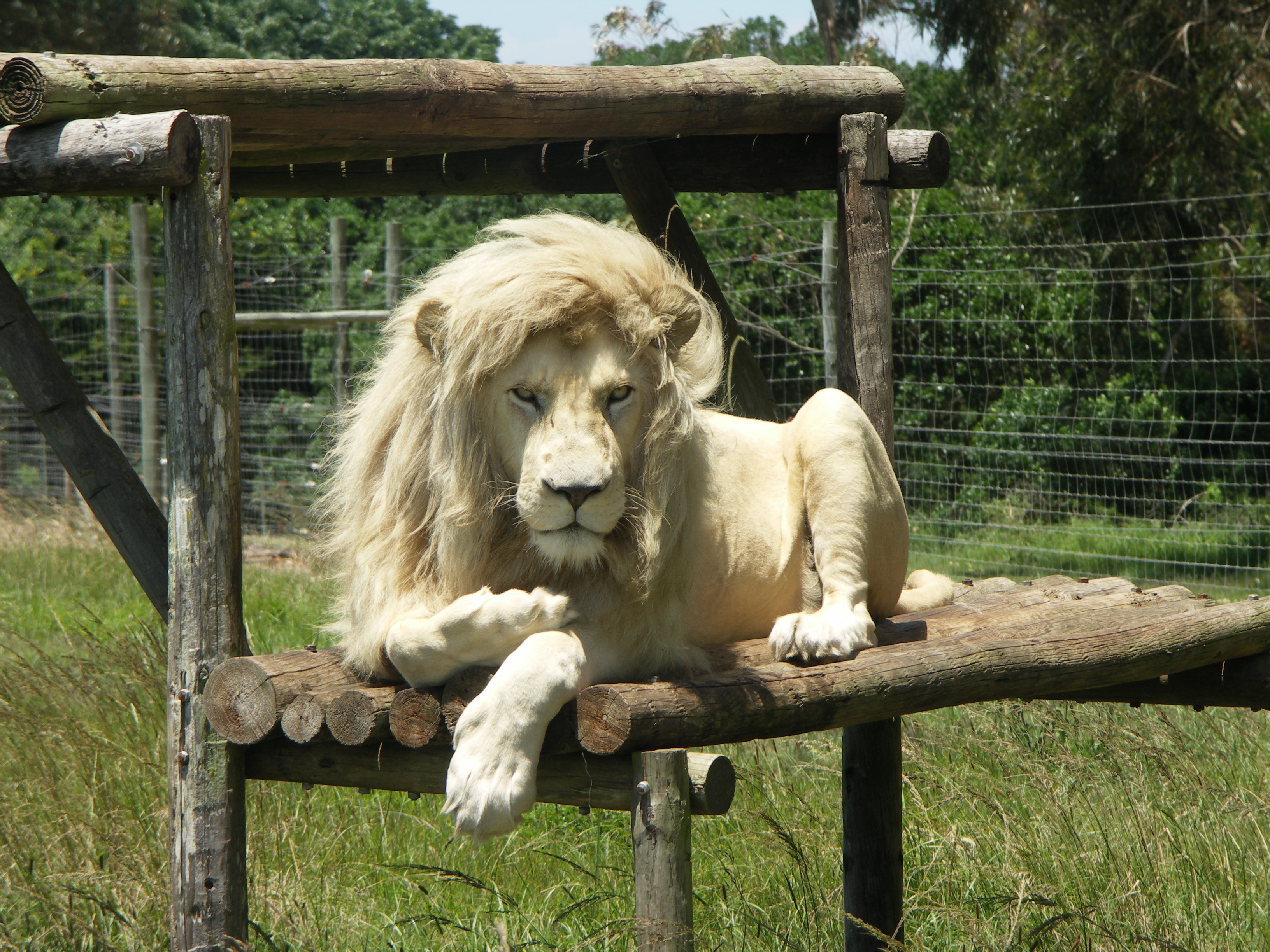
Il leone bianco deve il suo manto alla presenza di un gene recessivo. Si tratta di una forma piuttosto rara della popolazione sudafricana.

Sebbene siano rari, i leoni bianchi si incontrano occasionalmente a Timbavati, in Sudafrica. Il loro insolito colore è dovuto alla presenza di un gene recessivo. In particolare non si può parlare di una sottospecie distinta, ma di un caso di polimorfismo genetico legato a una condizione di leucismo, che causa una colorazione pallida e simile a quella delle tigri bianche. La condizione è inoltre analoga, anche se con effetti opposti, al melanismo tipico della pantera nera. Non si tratta invece di una variante dell'albinismo, in quanto la pigmentazione degli occhi e della pelle è quella classica.
Un leone bianco incontra comunque degli svantaggi quando va a caccia: la sua presenza può essere tradita dal suo colore, diversamente da quanto avviene per la versione classica del felide che si immerge quasi perfettamente nell'ambiente circostante. I leoni bianchi nascono quasi completamente di quel colore, senza le normali macchie di camuffamento che si trovano generalmente nei cuccioli di leone. Il loro colore si scurisce gradualmente fino a diventare crema o avorio (colore noto con il nome di biondo).
La popolazione in cui più frequentemente viene osservata questa caratteristica è quella sudafricana, in particolare all'interno e nei pressi del Parco nazionale Kruger e dell'adiacente Riserva naturale di Timbavati, che si trovano nel Sudafrica orientale. La peculiarità è comunque molto più frequente in cattività, grazie alla selezione effettuata dagli allevatori. Questi leoni sono stati infatti allevati per anni in Sudafrica in modo da potere essere usati come trofei per battute di caccia. Le prime conferme dell'esistenza di questi animali sono arrivate soltanto nel tardo XX secolo. Per centinaia di anni si credeva che essi fossero solo i protagonisti di un ciclo di leggende sudafricane e che il loro manto candido simboleggiasse la bontà presente in tutte le creature. I primi avvistamenti attendibili all'inizio del Novecento tuttavia, sono stati seguiti da molti altri, anche se non frequenti, sino al 1975, quando una cucciolata di leoni bianchi è stata ritrovata nella Riserva Timbavati.

## Biologia

### Comportamento
I leoni restano per molto tempo inattivi durante la giornata, stando a riposo per circa 20 ore su 24. Nonostante questo, se si dovesse rendere necessario, i leoni possono attivarsi in qualsiasi momento. In genere il periodo di massima mobilità è quello successivo al tramonto, dedicato alla socialità, alla tolettatura e ai bisogni fisiologici. Raffiche intermittenti di grande attività avvengono durante le ore notturne fino all'alba, dedicate alla caccia. Spendono una media di due ore al giorno camminando o correndo e all'incirca 50 minuti per nutrirsi.

### Vita e salute
La vita dei leoni in natura arriva al massimo a circa sedici anni, mentre in cattività può protrarsi per ulteriori dieci. Tuttavia, per varie cause, pochi esemplari riescono a vivere così a lungo, in particolare i maschi solitari. Anche se i leoni adulti non hanno predatori naturali alcuni indizi provano come la maggior parte delle morti siano violente e causate dall'uomo o da altri leoni. Ciò è particolarmente vero per i maschi i quali, essendo il primo baluardo in difesa della prole, sono esposti agli attacchi di altri aspiranti leader. Infatti, anche se l'età massima in natura è di circa 16 anni, la maggioranza dei maschi non supera i 10. Ne consegue che la vita di un maschio dura generalmente meno di quella di una femmina, in natura. Tuttavia non solo i maschi sono soggetti a morte violenta: qualora i territori di due branchi si sovrappongano, esemplari di entrambi i sessi possono perdere la vita nelle lotte che ne conseguono.

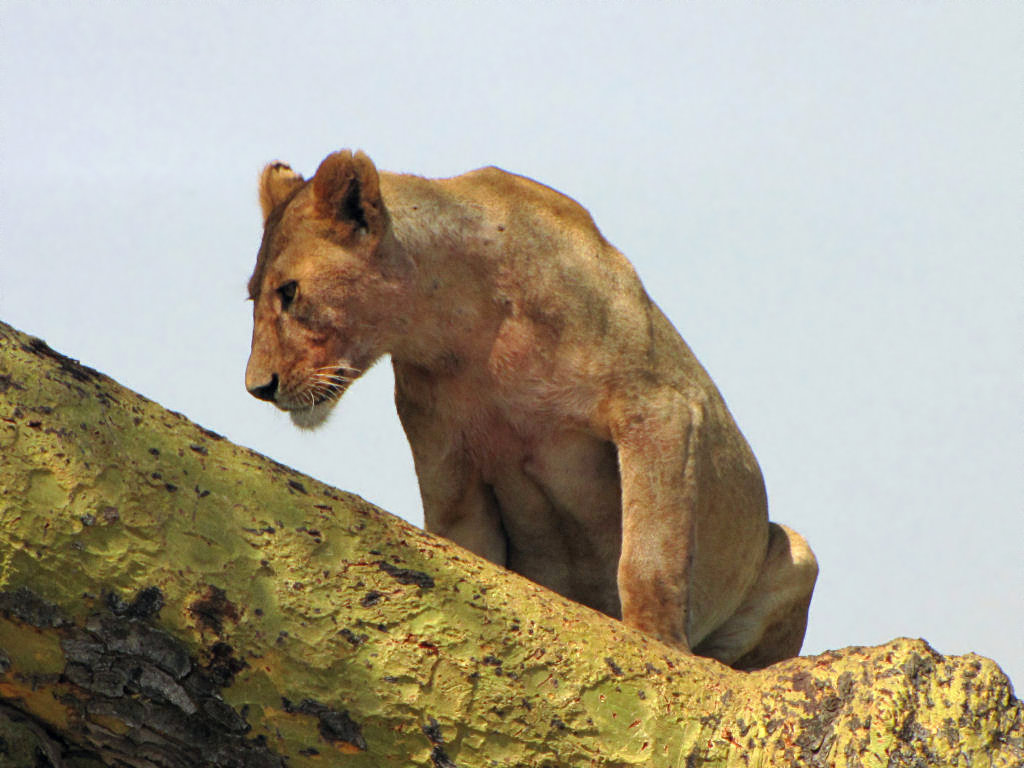
Uno dei leoni arrampicatori del Serengeti in Tanzania.

Le specie di zecche che infastidiscono i leoni sono diverse e attaccano orecchio, collo e inguine. Forme adulte del Cestoda Taenia sono state ritrovate nell'intestino di alcuni leoni, che li avevano probabilmente ingeriti allo stadio larvale dalla carne di un'antilope.
Altri leoni all'interno del cratere di Ngorongoro erano infastiditi da una diffusione anomala di mosche cavalline avvenuta nel 1962. I leoni in questione apparivano ricoperti di macchie pallide, indicative di aree prive di sangue ed emaciati. I felidi hanno tentato inutilmente di liberarsi del fastidioso parassita arrampicandosi sugli alberi e rifugiandosi in tane di iena. Alla fine molti sono morti o fuggiti, poiché il loro numero è crollato da 70 a 15 individui. Un'invasione di questi insetti avvenuta nel 2001 ha poi ucciso altri sei leoni. In modo particolare quando si trovano in cattività, i leoni sono assai vulnerabili al virus del cimurro, al virus dell'immunodeficienza felina e alla peritonite infettiva felina. Il primo è assai diffuso tra i cani domestici e tra altri carnivori e un'epidemia di questa patologia avvenuta nel Parco nazionale del Serengeti nel 1994 ha portato molti esemplari allo sviluppo di sintomi neurologici come le convulsioni. Molti di questi leoni sono morti in seguito di polmonite ed encefalite. Il secondo virus, che è simile all'HIV, non è ritenuto molto dannoso per un leone, ma visti i suoi effetti devastanti sui gatti, i leoni in cattività sono tenuti sotto stretto controllo da questo punto di vista. Appare con frequenza alta o addirittura endemica in molte popolazioni di leone africano in natura, ma è praticamente assente nelle zone asiatiche e in Namibia.

### Alimentazione

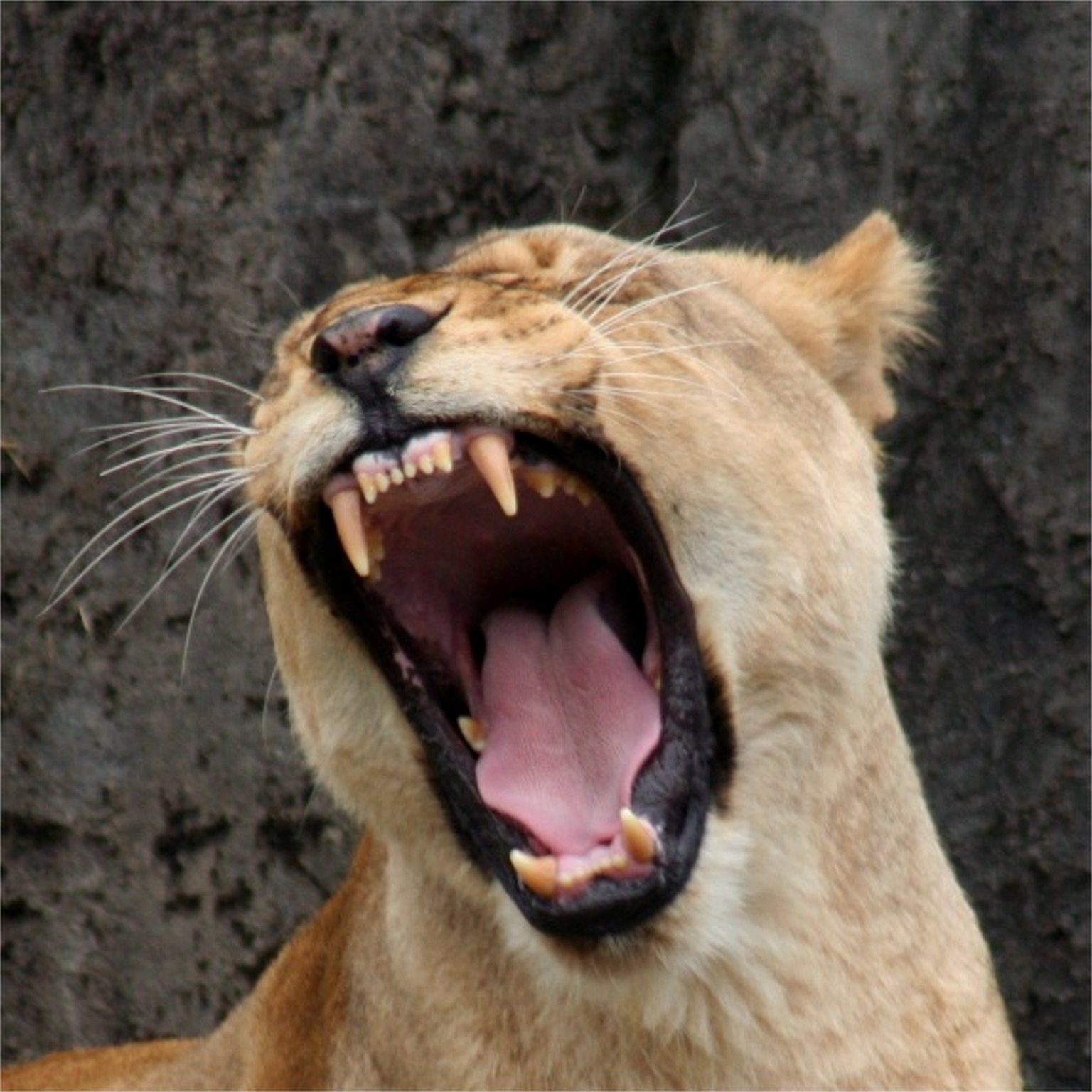
Le leonesse sfruttano i denti aguzzi per uccidere le prede con un morso al collo.

I leoni sono carnivori e il fabbisogno giornaliero di carne raggiunge i 5 kg tra le femmine adulte e i 7 kg tra i maschi. Questi animali possono tuttavia mangiare molto di più quando hanno una preda a disposizione. Riescono infatti a ingoiare fino a 30 kg di carne in un'unica battuta di caccia. Se la preda è troppo grande per divorarla completamente si riposano per qualche ora e ricominciano a mangiare in seguito. Durante le giornate più calde, nel corso di questi momenti di riposo il branco può lasciare uno o due maschi a difendere la preda e ritirarsi in zone più in ombra.
Le prede predilette sono grandi mammiferi, in particolare: gnu, impala, zebre, bufali neri e facoceri nella zona africana dell'areale, antilopi azzurre, bufali d'acqua, gazzelle, cinghiali e varie specie di cervo (come sambar e cervi pomellati) nella parte indiana. Sono molte tuttavia le specie di animale che possono divenire oggetto della caccia di questi felidi, a seconda delle necessità. Tra queste ricordiamo ungulati tra i 50 e i 300 kg come: kudu, alcelafi, orici gazzella e antilopi. In alcune occasioni, possono nutrirsi anche di animali più piccoli come gazzelle di Thomson, springboks o addirittura lepri e uccelli. In generale un gruppo di leoni è in grado di abbattere qualsiasi animale, anche se adulto e perfettamente in salute, ma essi tendono a evitare di attaccare animali troppo grandi, come per esempio le giraffe adulte, per evitare il rischio di ferirsi durante l'attacco.

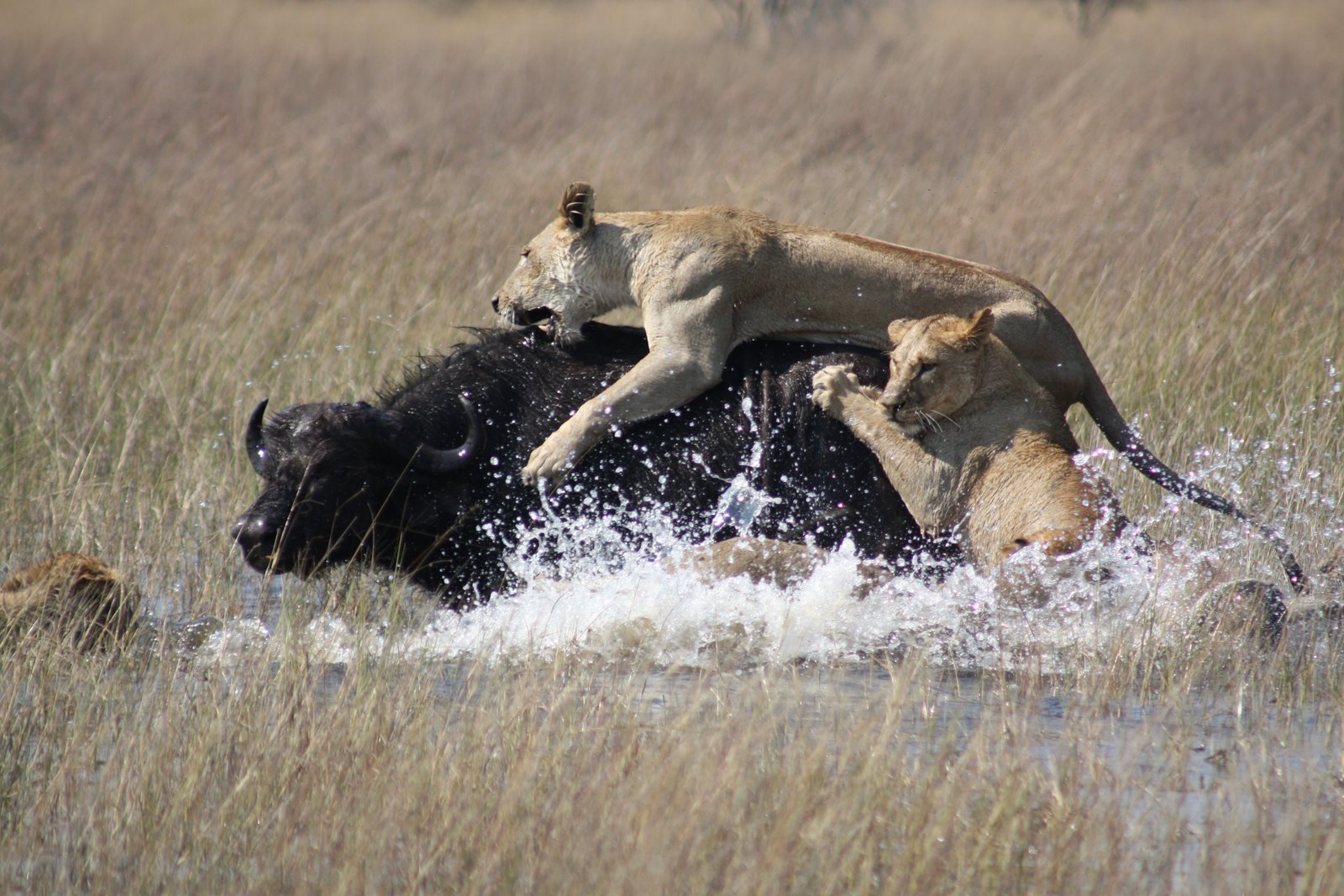
Un gruppo di leonesse collabora per abbattere un bufalo nel Delta dell'Okavango in Botswana.

Altre statistiche portano alla luce risultati analoghi, ma leggermente diversi, dovuti anche alle differenze geografiche. Il range di massa corporea delle prede sarebbe infatti compreso tra i 190 e i 500 kg. In Africa, la preda preferita sarebbe lo gnu, che nel Serengeti costituisce più di metà della dieta, seguito dalla zebra. La maggior parte degli ippopotami, rinoceronti ed elefanti adulti e per opposti motivi le gazzelle e gli impala più piccoli, escono dall'intervallo sopracitato e quindi sono normalmente evitati. In particolari regioni comunque bufali e giraffe adulte sono considerate prede dai leoni locali. Nel Parco nazionale Kruger per esempio, le giraffe sono regolarmente uccise e mangiate, mentre nel Parco nazionale del lago Manyara sono i bufali neri a costituire sino al 62% della dieta dei leoni, poiché in quella zona tali bovini sono presenti in numero abbondante.

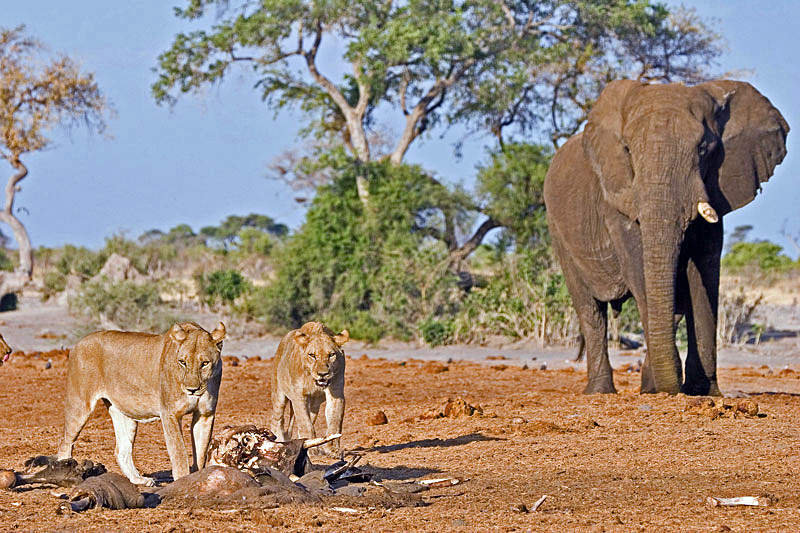
I leoni del fiume Savuti attaccano spesso gli elefanti.

Negli stessi luoghi possono occasionalmente catturare addirittura degli ippopotami, mentre in generale i rinoceronti non sono alla loro portata. D'altro canto, anche se pesano meno di 190 kg, i facoceri sono spesso catturati in base alla disponibilità del momento.
Questi felidi sono inoltre in grado di apprendere nuove tecniche di caccia e acquisire una preferenza non istintiva per determinati tipi di prede: i leoni della zona del fiume Savuti in Botswana per esempio, sono specializzati nella caccia ai cuccioli di elefante, mentre quelli che vivono presso il fiume Cuando (ancora Botswana) si nutrono soprattutto di ippopotami.
Nel primo caso le guide del Parco nazionale del Chobe hanno spiegato come, spinti da una fame estrema, i leoni abbiano cominciato dapprima ad attaccare i cuccioli di elefante, poi i giovani e in alcuni casi addirittura gli adulti. Per avere la meglio su questi giganti approfittano delle ore notturne, che riducono le capacità visive dei pachidermi. In genere l'attacco a prede di specie insolite è inizialmente giustificato dalla scarsa disponibilità di cibo, ma può in seguito consolidarsi come abitudine. In alcune occasioni comportamenti acquisiti di questo tipo hanno trasformato i leoni in cacciatori di uomini.
I leoni non disdegnano comunque la carne di animali da allevamento: in India per esempio i bovini domestici rappresentano una parte importante della dieta dei pochi leoni liberi ancora presenti. I re della savana arrivano inoltre a uccidere i loro competitori come: leopardi, ghepardi, iene e licaoni anche se, diversamente da quanto fanno la maggior parte degli altri felidi predatori, assai raramente se ne nutrono. Infine i leoni possono nutrirsi di carogne di animali morti per cause naturali o uccisi da altri predatori e stanno molto attenti ai movimenti degli avvoltoi, che sono indicatori di animali morti o in gravi difficoltà.
I leoni del deserto della Namibia e del Kalahari in Botswana sono stati addirittura osservati spingersi fino alle coste del mare per cacciare cormorani, foche e sono stati perfino visti nutrirsi di carcasse di balene arenate sulla spiaggia, non certo le loro prede abituali.

### Comportamento sociale

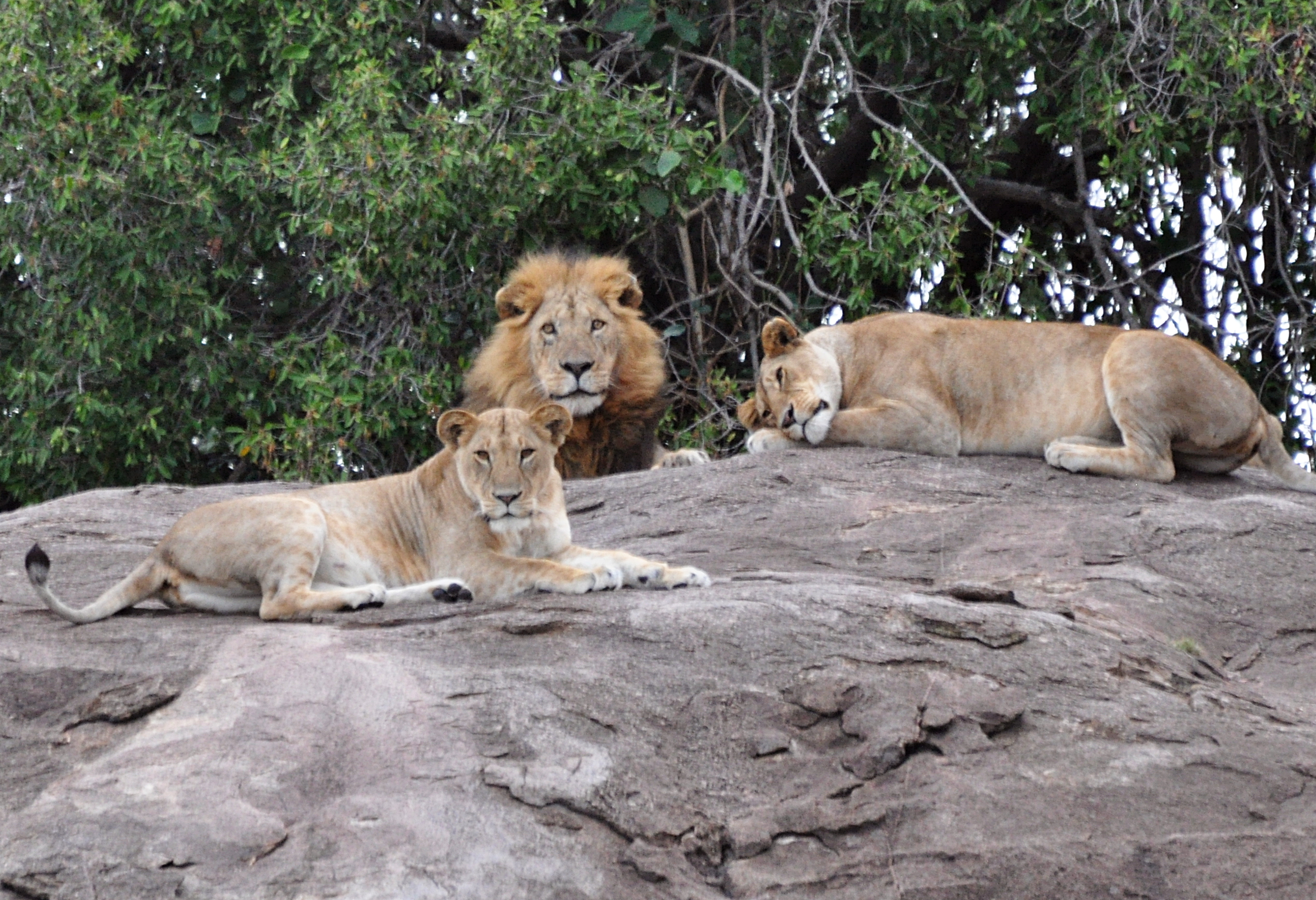
Un dominante con due leonesse nel Serengeti settentrionale

I leoni sono carnivori predatori che manifestano due tipi di struttura sociale. Alcuni di essi sono stanziali, e vivono all'interno di gruppi chiamati branchi. Il branco è normalmente costituito da cinque o sei femmine adulte, con i rispettivi cuccioli di ambo i sessi e uno o due leoni maschi adulti (che diventano una coalizione se sono più di uno) che si accoppiano con le femmine. Sono stati comunque osservati branchi molto più numerosi, composti da circa trenta esemplari. Il numero di maschi in una coalizione è tipicamente due, ma può aumentare a quattro e poi ulteriormente incrementare fino, in casi molto rari, ad arrivare a 8-9 esemplari.

Solitamente le coalizioni di leoni sono formate da fratelli, che dopo avere lasciato il branco di origine sono rimasti insieme. Tuttavia, poiché è raro che tutti i giovani leoni riescano a sopravvivere alla vita nomade fino a raggiungere l'età adulta, capita anche che i maschi facciano squadra con altri nomadi non imparentati con loro. Un esempio particolare è una coalizione di leoni formatasi in Kenya, nel Masai Mara, e divenuta famosa tramite documentari e film: nel 2007, un leone chiamato Notch fu scacciato dal suo branco insieme con i suoi cinque figli maschi allora adolescenti (quindi non uccisi dai nuovi capibranco). Notch e i suoi figli (chiamati Ron, Notch II, Cesare, Grimace e Long) formarono una coalizione insieme e, una volta che questi divennero adulti, aiutarono il padre a riconquistare il suo branco. Notch è morto nel 2016, ma la sua prole ha dominano ancora il territorio del Mara.

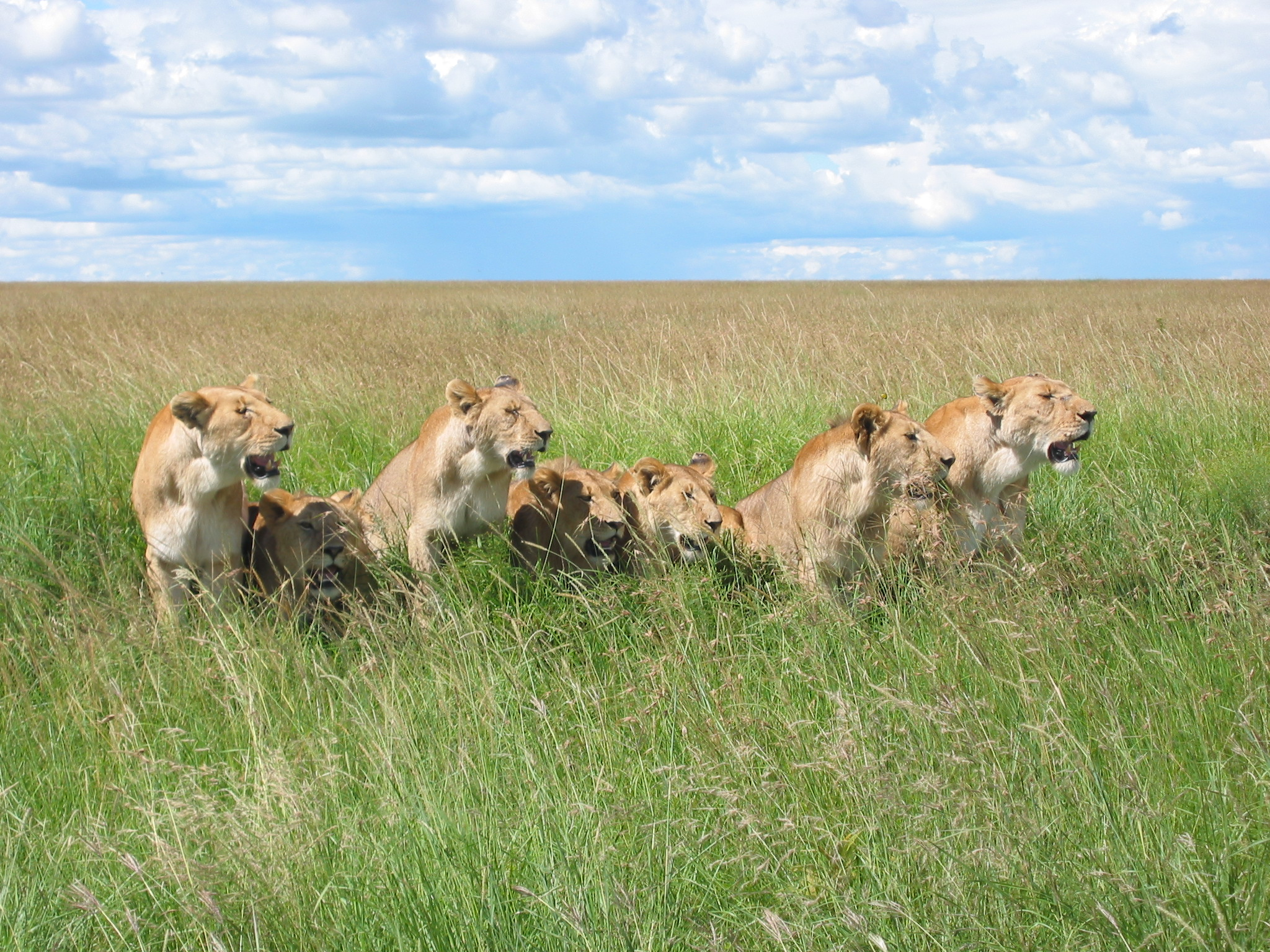
Un branco fotografato lungo la strada che attraversa la riserva faunistica di Masai Mara in Kenya

Altri leoni vivono in condizioni di nomadismo, coprendo grandi distanze, singolarmente o in coppia. Le coppie sono spesso formate da maschi imparentati che sono stati esclusi dal branco di nascita. Lo stile di vita comunque è soggetto a variazioni: un leone del branco può diventare nomade e viceversa. In ogni caso un maschio è costretto prima o poi a sopportare questa situazione, e potrebbe non essere mai in grado di imporsi come capo di un branco. Ciò in quanto i maschi sono espulsi dal branco non appena raggiungono la maturità sessuale, cioè a 2-3 anni d'età. Mentre il maschio cambia, le femmine costituiscono il nucleo sociale del gruppo e per questo non tollerano altre leonesse che cerchino di entrare a farne parte. Un certo ricambio è possibile solo tramite il ciclo vitale biologico: alcune giovani cucciole del gruppo sostituiscono le leonesse se dovessero morire, ma altre devono allontanarsi e diventano nomadi. Per questi motivi, una femmina che fosse in stato di nomadismo, avrebbe anch'essa grosse difficoltà a trovare un nuovo branco. Il branco occupa un territorio di medie dimensioni, i nomadi un'area più grande. In particolare i maschi di un branco tendono a occupare le estremità del territorio, in modo da poterlo sorvegliare.

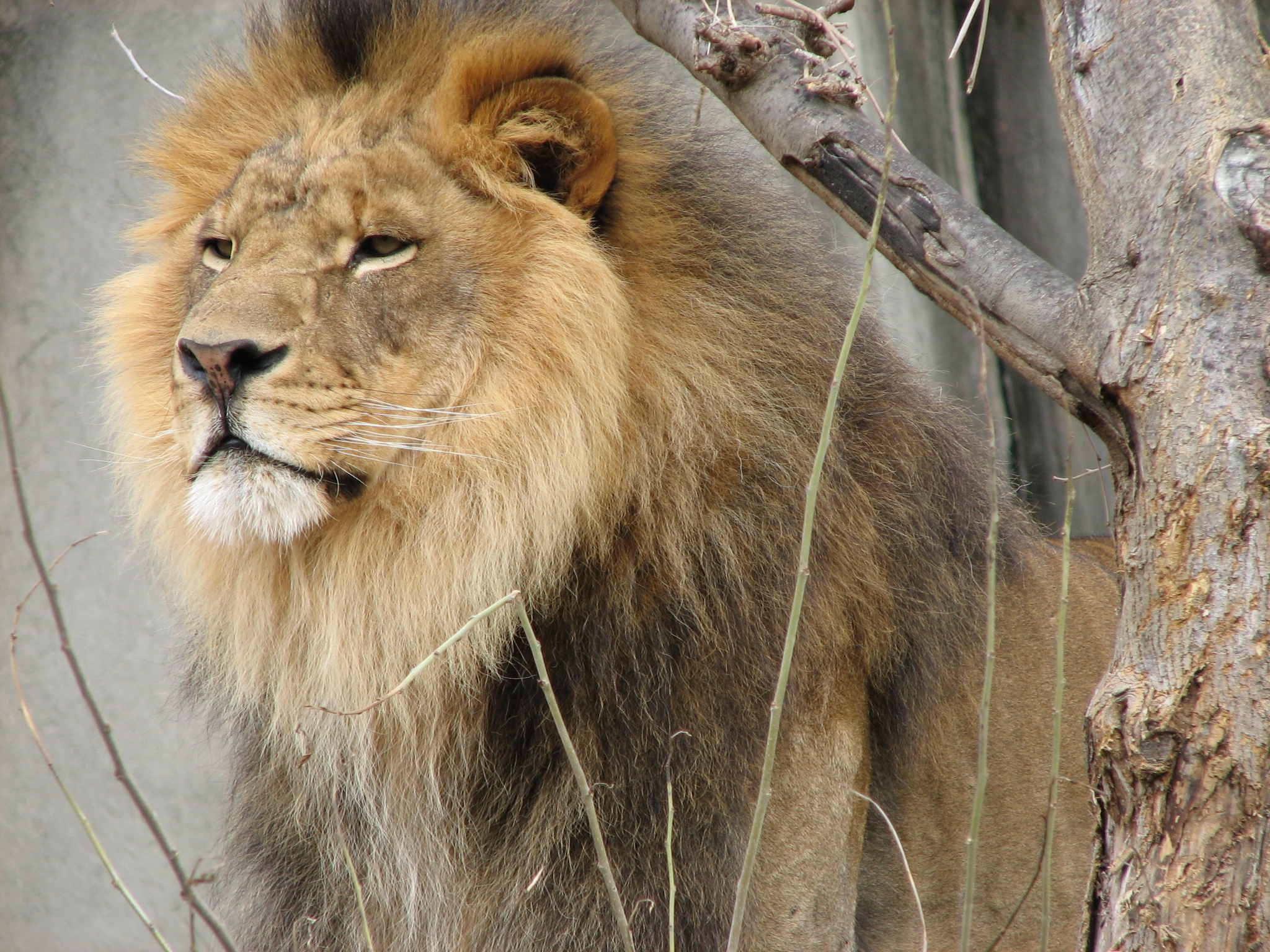
Durante la lotta, la criniera consente al maschio di apparire più imponente di quanto non sia in realtà

Il motivo per il quale le leonesse siano più spiccatamente sociali rispetto ad altri felidi è fonte di dibattito; la ragione più ovvia potrebbe essere la maggiore probabilità di successo nella caccia, ma un'analisi più attenta ci mostra altri risvolti di questa caratteristica. La caccia cooperativa non solo assicura una predazione più efficace, ma riduce il consumo energetico da parte degli animali che pur non partecipandovi, sono ammessi al pasto. Alcune leonesse infatti si occupano dei cuccioli, che altrimenti sarebbero lasciati soli per lunghi periodi di tempo. La salute delle cacciatrici, che è fondamentale per la sopravvivenza del branco, è privilegiata ed esse hanno comunque diritto a nutrirsi per prime della preda.
Ulteriori benefici di un comportamento collaborativo familiare sono rappresentati dalla possibilità di favorire i propri parenti sul percorso evoluzionistico (si preferisce infatti dividere il cibo con i propri parenti piuttosto che con estranei), dalla protezione congiunta della prole, dalla capacità di mantenimento del territorio, dalla maggior protezione dalle ferite di caccia e dalla fame.
Nei branchi vi è una ripartizione dei ruoli molto più marcata che in altre specie. Se da un lato l'attività della caccia è appannaggio quasi esclusivo delle femmine, i maschi hanno un ruolo ugualmente importante, ma diverso. Hanno infatti il compito di perlustrare il territorio, difendere le prede catturate e proteggere il gruppo e in particolare i cuccioli, da minacce esterne. Questo li espone costantemente a scontri diretti contro altri leoni, iene, leopardi e ghepardi, facendo dei leoni maschi dei combattenti perfetti, modellati dalla selezione naturale. Inoltre i giovani maschi, che presentano criniere relativamente corte, sono discreti cacciatori, anche se non validi quanto le leonesse, mentre i maschi adulti partecipano solo occasionalmente a battute di caccia se la preda è un animale particolarmente vigoroso, come un bufalo o una giraffa (che può arrivare alle due tonnellate di peso).

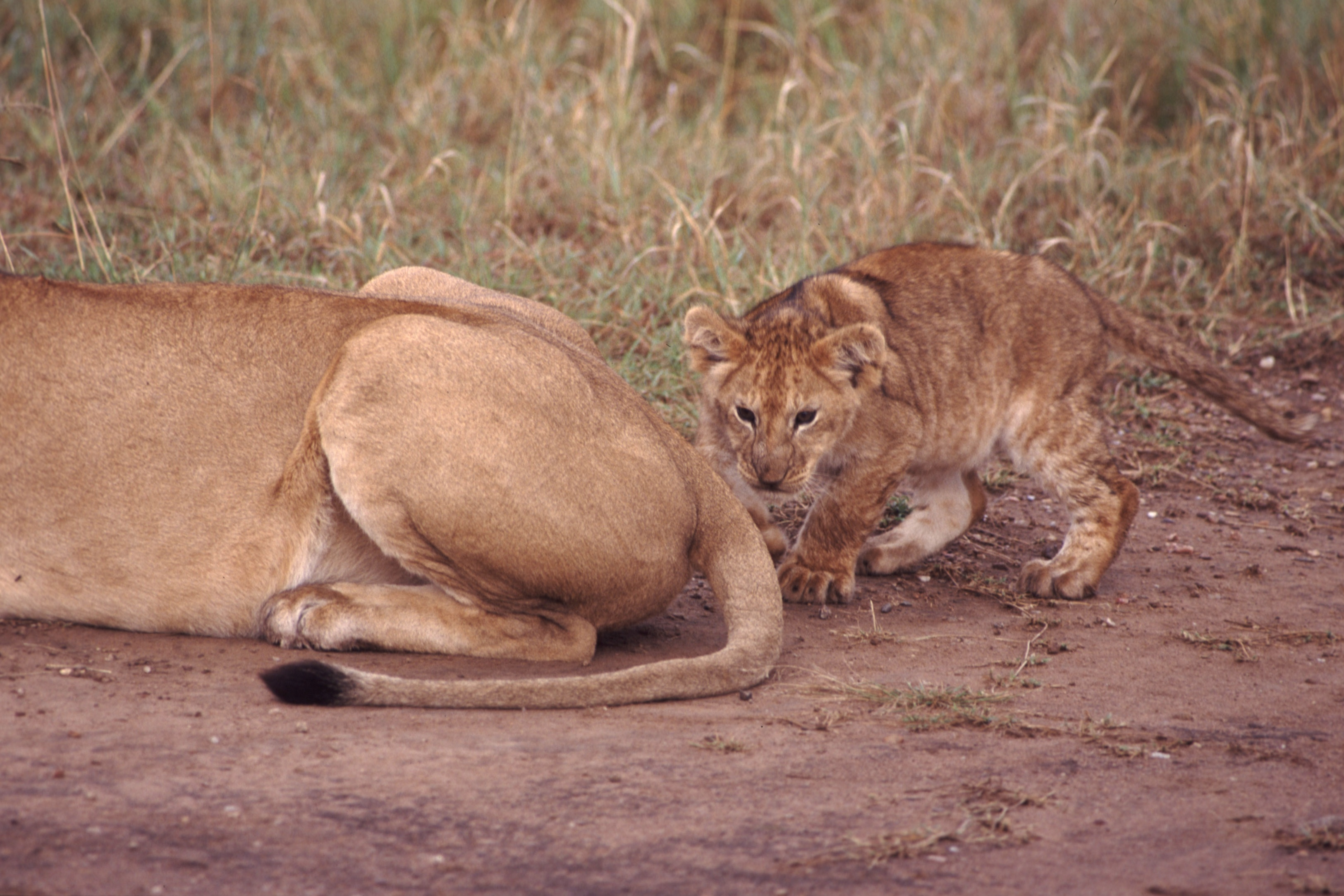
Un cucciolo gioca con un adulto.

La maggior parte del lavoro per la caccia è svolto dalle leonesse, che sono più snelle e agili dei maschi e non presentano l'ingombro della pesante criniera, che può essere causa di surriscaldamento durante gli sforzi e rende l'animale più visibile durante la stagione secca. La strategia di caccia cooperativa permette di infastidire e poi abbattere la preda. Se un maschio si trova nei pressi della preda stessa, tende a cercare di impossessarsene una volta che essa è stata neutralizzata dalle leonesse. I leoni maschi sono più propensi a dividere il cibo con i cuccioli piuttosto che con le femmine, ma capita che lascino che il resto del gruppo mangi insieme con loro. Le prede più piccole sono consumate in loco, mentre quelle più grandi possono venire trascinate all'interno del territorio. Le prede più grandi sono anche le più condivise.
I leoni maschi sono comunque capaci di cacciare da soli. Se un membro del gruppo è ferito e non può cacciare, il resto del branco procurerà il cibo per lui, permettendogli perfino di nutrirsi per primo per recuperare le forze.
Sia le femmine sia i maschi si occupano della difesa del branco contro gli intrusi, ma sono soprattutto i maschi a condurre questa operazione: uno o alcuni di loro si portano in faccia al pericolo, gli altri (comprese le femmine) li spalleggiano da dietro. Visto che ogni leone ha il suo ruolo all'interno del branco anche quelli che stanno alle spalle tendono a rendersi utili nella lotta. Ciò potrebbe essere anche dovuto al fatto che all'interno delle logiche del branco chi riesce a scacciare con successo un intruso acquista un certo credito e il livello di popolarità delle leonesse dipende in modo assai marcato da questo fattore.
I maschi adulti, i capibranco, determinano i movimenti del gruppo, guidandoli dove c'è cibo, acqua e riparo. Loro compito è anche placare i conflitti all'interno del branco e proteggerlo da minacce esterne di ogni tipo. Quando i membri del gruppo sono attaccati da altri leoni, iene, coccodrilli, elefanti o umani, i maschi adulti li proteggono, anche a costo della loro vita. Loro sono il centro dell'attenzione durante i momenti di riposo e i cuccioli si avvicinano spesso a loro e li includono nei loro giochi. I leoni adulti, inoltre, fingono volontariamente di provare dolore quando sono morsi dai cuccioli per incoraggiarli.

### Caccia
Malgrado il peso elevato il leone è un animale eccezionalmente agile: può salire sugli alberi, nuotare, lanciarsi nel vuoto, correre con grande rapidità (quando è lanciato, raggiunge i 75 km/h su terreni pianeggianti, percorrendo quindi cento metri in cinque secondi) e spiccare balzi incredibili, fino a dodici metri in lunghezza e tre in altezza. Malgrado ciò un aspetto peculiare dell'attività predatoria dei leoni è il fatto che in realtà non sono dotati di grandi capacità di resistenza agli sforzi: il cuore di una femmina infatti costituisce lo 0,57% della massa corporea totale, mentre quello di un maschio arriva appena allo 0,45%. A titolo di paragone, si sappia che il cuore di una iena pesa quanto l'1% del corpo. Pertanto, anche se una leonessa è capace di raggiungere velocità di punta pari a circa 81 km/h, non può riuscire a mantenerla se non per la durata di uno scatto repentino e per questo motivo tende ad avvicinarsi silenziosamente alla preda prima di attaccarla.

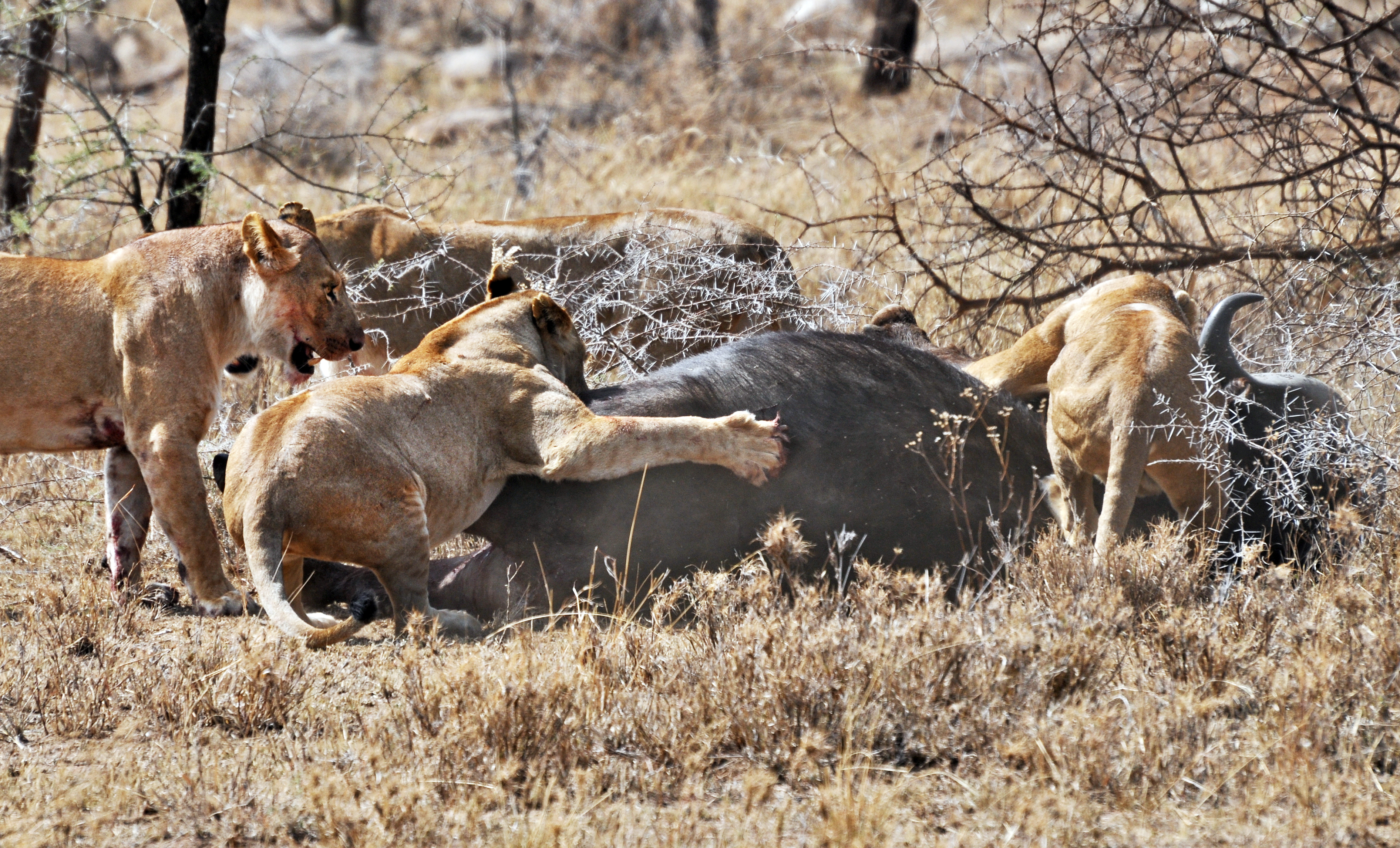
Quattro leonesse riescono ad avere la meglio su un grosso maschio di bufalo nel Serengeti centrale, in Tanzania.

A questo riguardo va notato come i leoni siano abili nello sfruttare il territorio se questo permette loro di nascondersi: la maggior parte delle volte che uccidono una preda infatti, ciò avviene di notte o in presenza di efficaci nascondigli.
La strategia di caccia prevede l'avvicinamento silenzioso già citato in precedenza sino a una distanza di circa 30 metri. Tipicamente inoltre alcune femmine si avvicinano in gruppo a branchi di prede circondandoli, e quando si trovano alla distanza adatta, attaccano repentinamente l'esemplare più vicino o apparentemente più debole. L'attacco è breve e potente e consiste in uno scatto poderoso che culmina in un balzo finale. La malcapitata preda è generalmente uccisa per strangolamento in seguito al tenace morso sul collo da parte del felide, che può causare ischemia cerebrale o asfissia, che a sua volta può trasformarsi in ipossiemia o più in generale in ipossia. Il morso causa spesso la perforazione della trachea, che tronca sul nascere ogni possibile velleità di fuga della preda. A volte i leoni uccidono la preda mordendole la bocca e le narici causando ancora asfissia, altre volte, se la preda è sufficientemente piccola (come nel caso delle zebre) sfondando il cranio con i canini. Quest'ultimo comportamento è tipico anche delle tigri. Le prede più piccole comunque, possono morire anche in seguito a un colpo di zampa ben assestato.
Generalmente un attacco preliminare è portato tramite gli artigli, in modo da proteggere i denti da possibili urti con corna e zoccoli. La carcassa, specialmente se di grandi dimensioni, viene rapidamente portata in un luogo riparato, dove il branco può difenderla da predatori opportunisti come iene, sciacalli ed avvoltoi. Al momento di nutrirsi, liti e zuffe all'interno del branco sono comuni, e servono in genere a confermare i rapporti gerarchici, con i maschi adulti che di solito mangiano per primi seguiti dalle femmine e infine dai cuccioli.

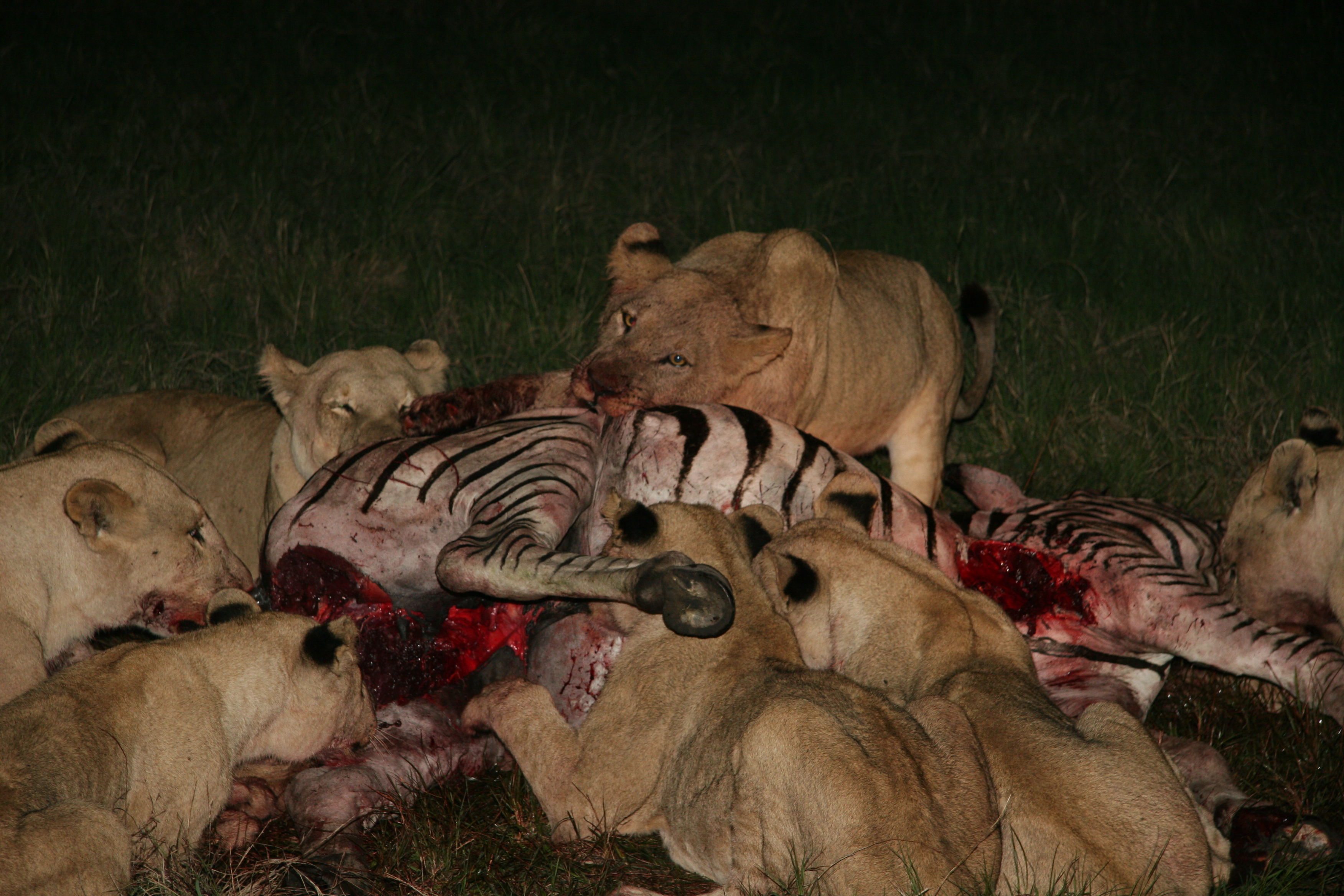
Un gruppo di cacciatrici divora una zebra appena catturata e uccisa.

Le leonesse cacciano in spazi aperti dove possono essere facilmente identificate dalle prede. Per questo motivo le possibilità di successo sono molto più alte quando esse si riuniscono in gruppo per la caccia. In particolare questo è vero quando le dimensioni della preda superano quelle del predatore. Il lavoro di gruppo consente inoltre di proteggere il pasto dalle mire di altri predatori quali le iene, che raggiungono rapidamente i luoghi di caccia percorrendo anche decine di chilometri attirate dal volo degli avvoltoi al di sopra degli spazi aperti della savana. La maggior parte del lavoro durante la predazione è svolto dalle femmine, mentre i membri maschi del branco non vi partecipano, se non quando si tratta di uccidere animali molto grandi come giraffe e bufali. Ciascuna leonessa ha una posizione prediletta durante la caccia: alcune colpiscono la preda sui fianchi per disturbarla, altre si muovono al centro del branco e balzano al di sopra di essa, utilizzando a volte altre leonesse come trampolino.
I giovani cominciano a infastidire la preda a partire dai tre mesi d'età, ma non partecipano alla caccia sino al compimento del primo anno. Hanno un ruolo attivo ed efficace soltanto quando hanno all'incirca due anni d'età.

### Competizione con altri predatori

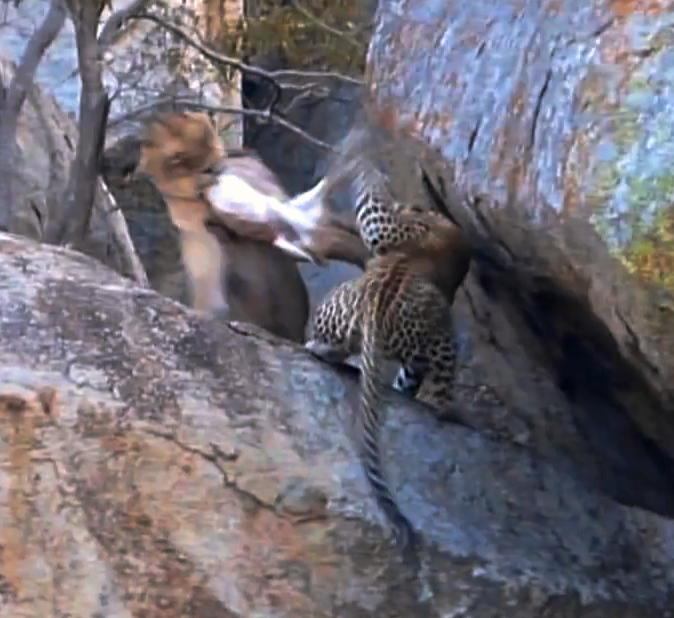
Una leonessa deruba un leopardo.

I leoni e le iene occupano la stessa nicchia ecologica e pertanto si trovano in competizione. Si stima che le loro scelte di prede si sovrappongano per il 58,6%. I re della savana possono impossessarsi delle prede delle iene: nel cratere di Ngorongoro i primi si sostengono in maniera consistente proprio in questo modo, obbligando le seconde a incrementare l'attività di caccia. I leoni sono rapidi a individuare le rivali quando si nutrono, e ciò è stato provato dal Dr. Hans Kruuk, che li ha visti avvicinarsi ogni volta che ha simulato tramite nastri registrati il loro pasto. Al sopraggiungere dei felidi, le iene fuggono o attendono pazientemente a una distanza di almeno 30-100 metri che essi abbiano consumato il pasto. In alcuni casi, esse sono abbastanza coraggiose da mangiare accanto ai leoni e in rare situazioni riescono addirittura ad allontanarli dalla preda. Le due specie possono essere aggressive l'una nei confronti dell'altra anche in assenza di cibo. I leoni possono attaccare branchi di iene senza alcuna ragione apparente. Per esempio un maschio di leone è stato filmato mentre uccideva due iene capi-branco femmina senza nutrirsene. Un'interessante strategia di adattamento ha portato le iene a infastidire i leoni ripetutamente ogni qual volta essi invadono il loro territorio. Esperimenti condotti in cattività hanno mostrato come le iene non abbiano paura alla vista dei felidi, ma siano terrorizzate dal loro odore. I leoni maschi pattugliano costantemente il territorio per tenere le iene lontano. Le iene, per i leoni, non sono soltanto dei competitori per le stesse prede ma anche un pericolo per i loro cuccioli, in quanto ucciderebbero i leoncini, se ne avessero la possibilità, per sbarazzarsi di un futuro nemico. Le iene sono in grado di sopraffare le leonesse se si trovano in vantaggio numerico di almeno tre/quattro a uno. I leoni maschi, invece, vengono evitati a tutti i costi. Anche se le iene sono superiori in un rapporto di venti a uno, fuggono terrorizzate di fronte a un leone. I leoni uccidono le iene non per cibarsene ma per sbarazzarsi di un nemico, ma se hanno fame non esitano a nutrirsene.

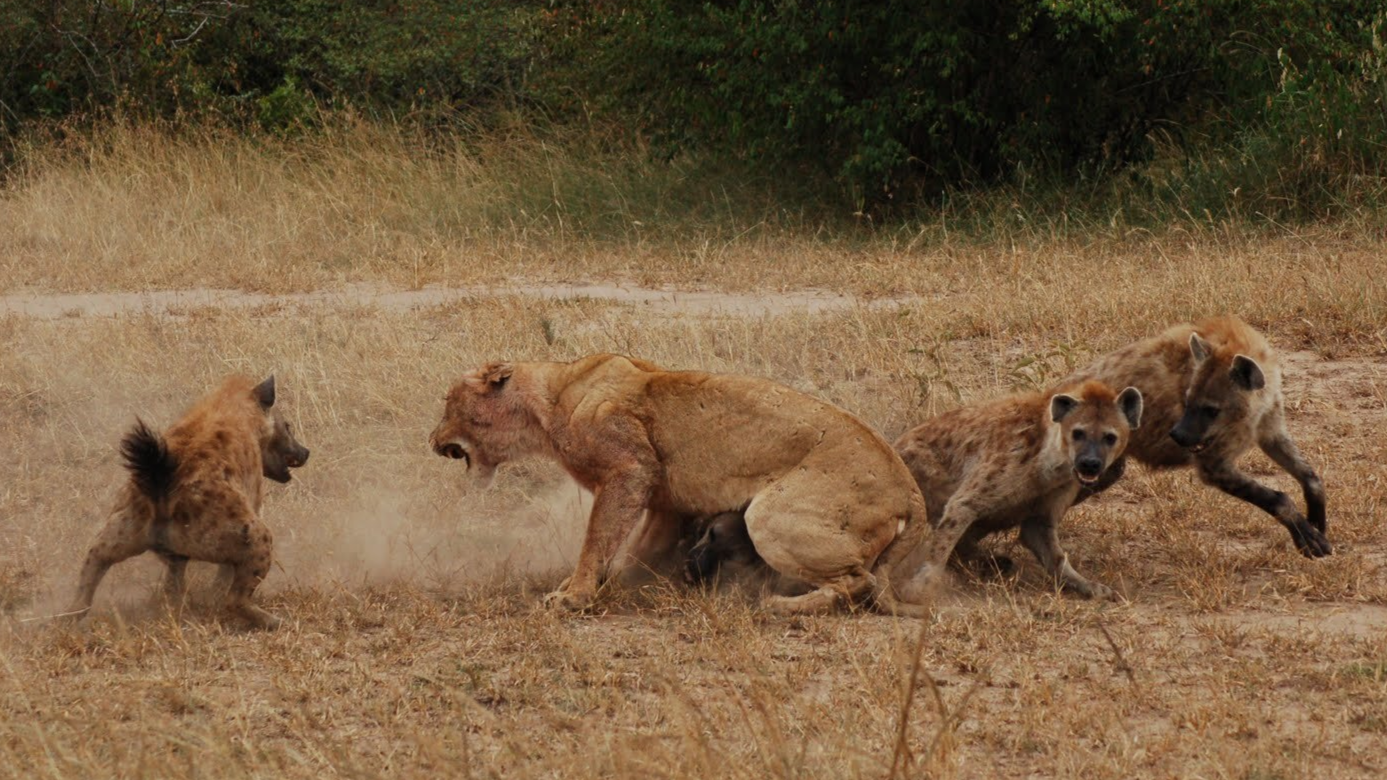
Leonessa attaccata da iene macchiate.

I leoni tendono a dominare felidi di minori dimensioni come ghepardi o leopardi ove gli areali si sovrappongano, rubando le loro prede e uccidendo cuccioli o addirittura adulti in caso di necessità. Solitamente i leoni e i ghepardi si ignorano perché il ghepardo caccia prede piccole come gazzelle e antilopi che al leone non interessano. Ma un leone disperatamente affamato, come un giovane nomade, quasi certamente cercherà di sottrarre la preda a predatori più deboli e il ghepardo è una vittima frequente. Il ghepardo ha addirittura il 50% di possibilità di vedersi sottrarre la preda da leoni o altri predatori. I leoni uccidono molti cuccioli di ghepardo: fino al 90% di quelli che muoiono nelle prime settimane di vita in seguito all'attacco di predatori. I ghepardi reagiscono cacciando in ore del giorno diverse da quelle dei rivali e nascondendo i cuccioli in folti gruppi di cespugli. Anche se non è facile, le popolazioni di ghepardo che vivono nei territori dei leoni sono stabili, segno che i leoni non costituiscono una minaccia per la sopravvivenza della specie. Si direbbe inoltre che la convivenza tra i due predatori sia collegata alle risorse disponibili: in Tanzania, a causa della continua distruzione dell'ambiente operata dagli esseri umani che causa scarsità di prede e spazio, i leoni e i ghepardi sono costretti a competere più del necessario con il risultato che i leoni uccidono il 75% dei cuccioli di ghepardo. In Botswana, invece, dove la situazione ambientale è migliore, leoni e ghepardi coesistono perlopiù pacificamente e solo il 6% dei cuccioli di ghepardo viene predato dai leoni.
Anche i leopardi usano le stesse tattiche dei ghepardi per evitare i leoni e, come i ghepardi si sanno sostentare anche solo tramite prede di piccole dimensioni. Inoltre, a differenza dei ghepardi, i leopardi sanno arrampicarsi sugli alberi e li usano per tenere cuccioli e prede al riparo. Le leonesse a ogni modo, sono a volte in grado di scalare gli alberi (se questi non sono troppo alti) per impossessarsi del bottino nascosto.
In modo simile, il leone domina il licaone, non solo sottraendogli le prede, ma cacciandone i cuccioli e gli adulti. La densità di licaoni in aree dove i leoni sono abbondanti è conseguentemente scarsa.
Il coccodrillo del Nilo è l'unico predatore simpatrico che può minacciare il leone. In base alle reciproche dimensioni, ciascuno dei due animali può sottrarre la preda e praticare sciacallaggio sull'altro. Leoni hanno in passato ucciso coccodrilli avventuratisi sulla terraferma, mentre il contrario accade se i felidi si immergono in acqua, come dimostrato dalle ossa di leone occasionalmente rinvenute negli stomaci dei rettili. Il coccodrillo non teme leonesse e giovani leoni mentre fugge dai grandi leoni maschi che sono in grado di contrattaccare e mettere in fuga i rettili.

### Riproduzione

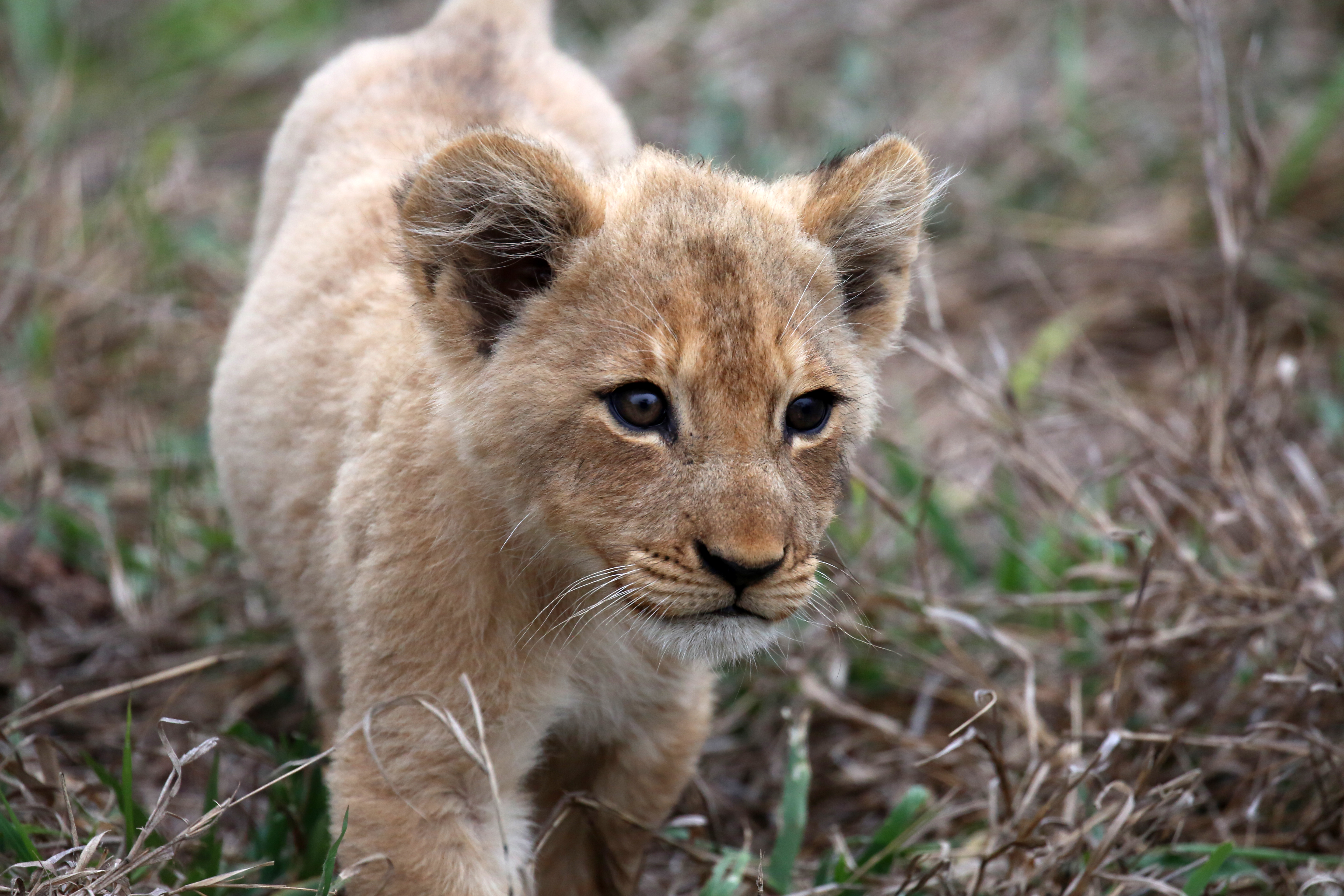
Cucciolo di leone.

I leoni si riproducono in modo sessuato. Le leonesse si riproducono per la prima volta entro il compimento del quarto anno d'età. I leoni maschi divengono sessualmente attivi a 26 mesi ma cominciano a riprodursi solo verso i quattro-cinque anni, poiché in precedenza non sono in grado di conquistarsi un branco e quindi delle compagne proprie. L'accoppiamento non avviene in stagioni specifiche, ma le femmine sono poliestre. Analogamente a quanto avviene per la maggior parte dei felidi, il pene del maschio è dotato di spine che puntano all'indietro e aiutano a mantenere la presa durante l'accoppiamento. Dopo il rapporto le pareti della vagina possono essere danneggiate, causando un effetto simile all'ovulazione.

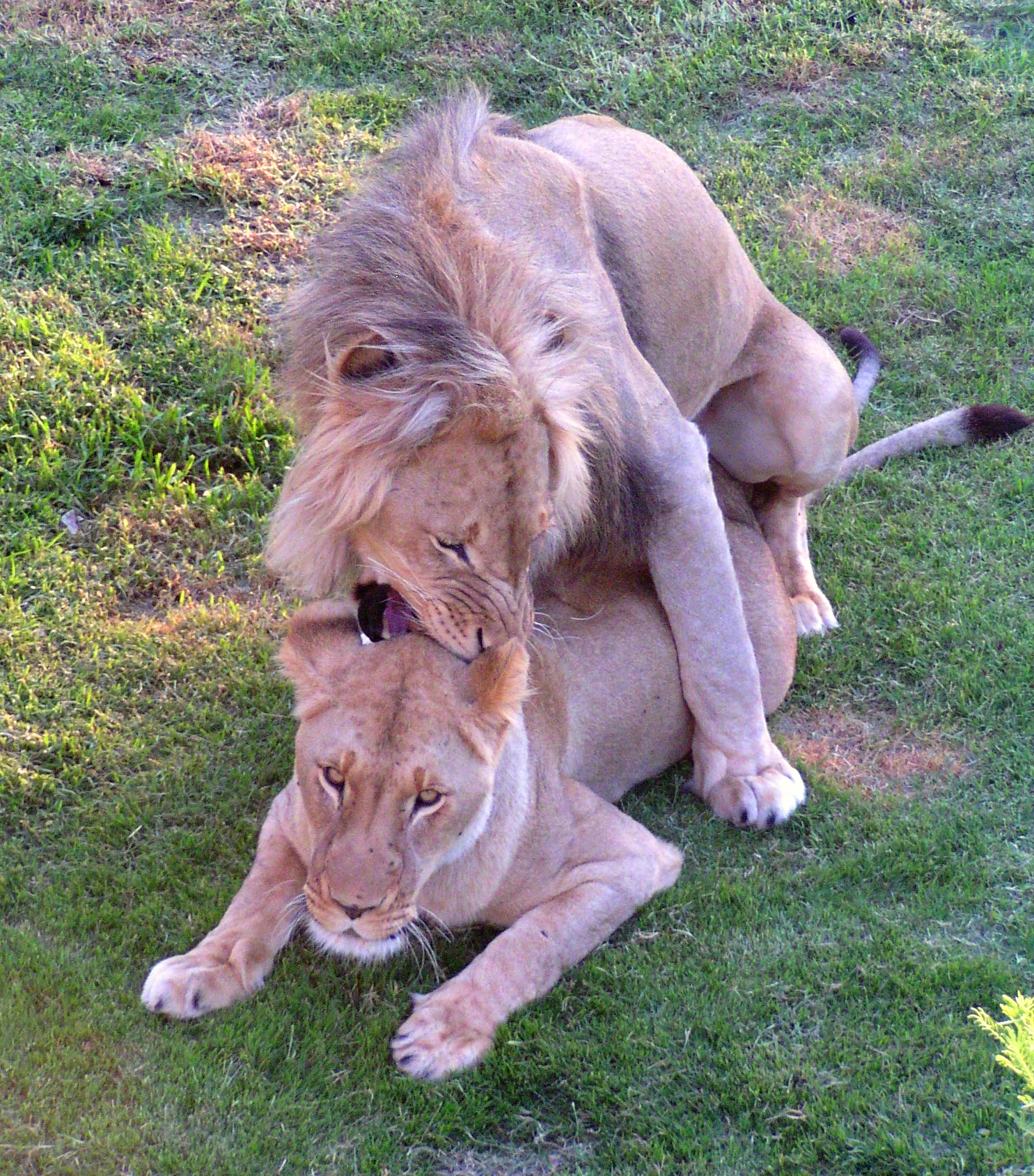
Una coppia di leoni durante l'accoppiamento.

La gestazione dura in media 110 giorni e la femmina mette alla luce da 1 a 4 cuccioli per volta in un covile appartato, che può essere rappresentato da una macchia di boscaglia, un letto di canne, una grotta o un altro luogo protetto. Essa si allontana pertanto dal branco al momento del parto. Mentre la prole è ancora indifesa la madre caccia da sola rimanendo comunque a una distanza ridotta dal covile. I cuccioli nascono ciechi, e gli occhi si schiudono soltanto una settimana dopo il parto. Il peso di un nuovo nato varia tra gli 1,2 e i 2,1 kg e, dopo i primi movimenti che avvengono un giorno o due dopo la nascita, i primi passi regolari sono compiuti al compimento delle tre settimane. La madre sposta i cuccioli in una nuova tana diverse volte in un mese, trasportandoli per il collo. Si comporta in questo modo per evitare che l'odore dei cuccioli si accumuli in un luogo e possa attirare i predatori.

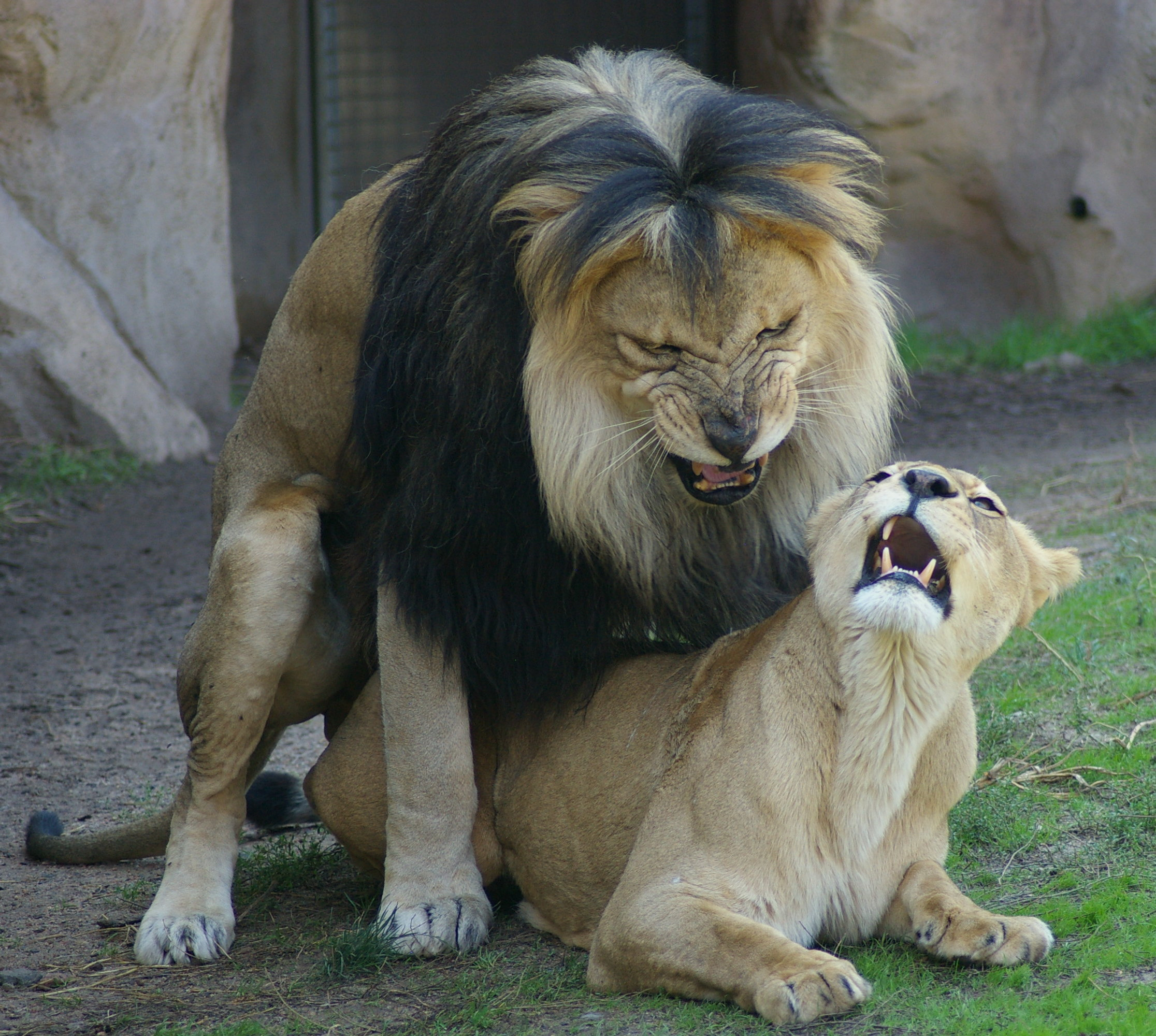
Durante il periodo degli amori, una coppia può rimanere unita per molti giorni, accoppiandosi da venti a quaranta volte al giorno.

In genere la madre non rientra nel branco assieme alla prole prima che essa abbia compiuto le 6-8 settimane d'età. La reintegrazione può comunque avvenire in anticipo qualora più leonesse abbiano partorito contemporaneamente. Avviene spesso infatti che esse sincronizzino i loro cicli riproduttivi in modo da partorire insieme ed essere in grado di collaborare all'allevamento e all'allattamento dei cuccioli dopo che essi hanno superato un periodo di isolamento con la madre più breve rispetto all'ordinario. Va osservato che i cuccioli accettano di farsi allattare da qualsiasi femmina del branco e viceversa. Oltre a fornire una maggiore protezione collettiva, questo stratagemma naturale ha anche degli interessanti risvolti evoluzionistici: i cuccioli provenienti da genitori diversi hanno infatti più o meno tutti le stesse dimensioni, e quindi a priori hanno le stesse possibilità di sopravvivenza, evitando la possibilità che un debole sopravviva soltanto perché più adulto degli altri. Succede infatti per esempio che se due leonesse partoriscono a distanza di due mesi i cuccioli più giovani non abbiano la possibilità di accedere al cibo, prevaricati dai più vecchi, e quindi muoiano di inedia.

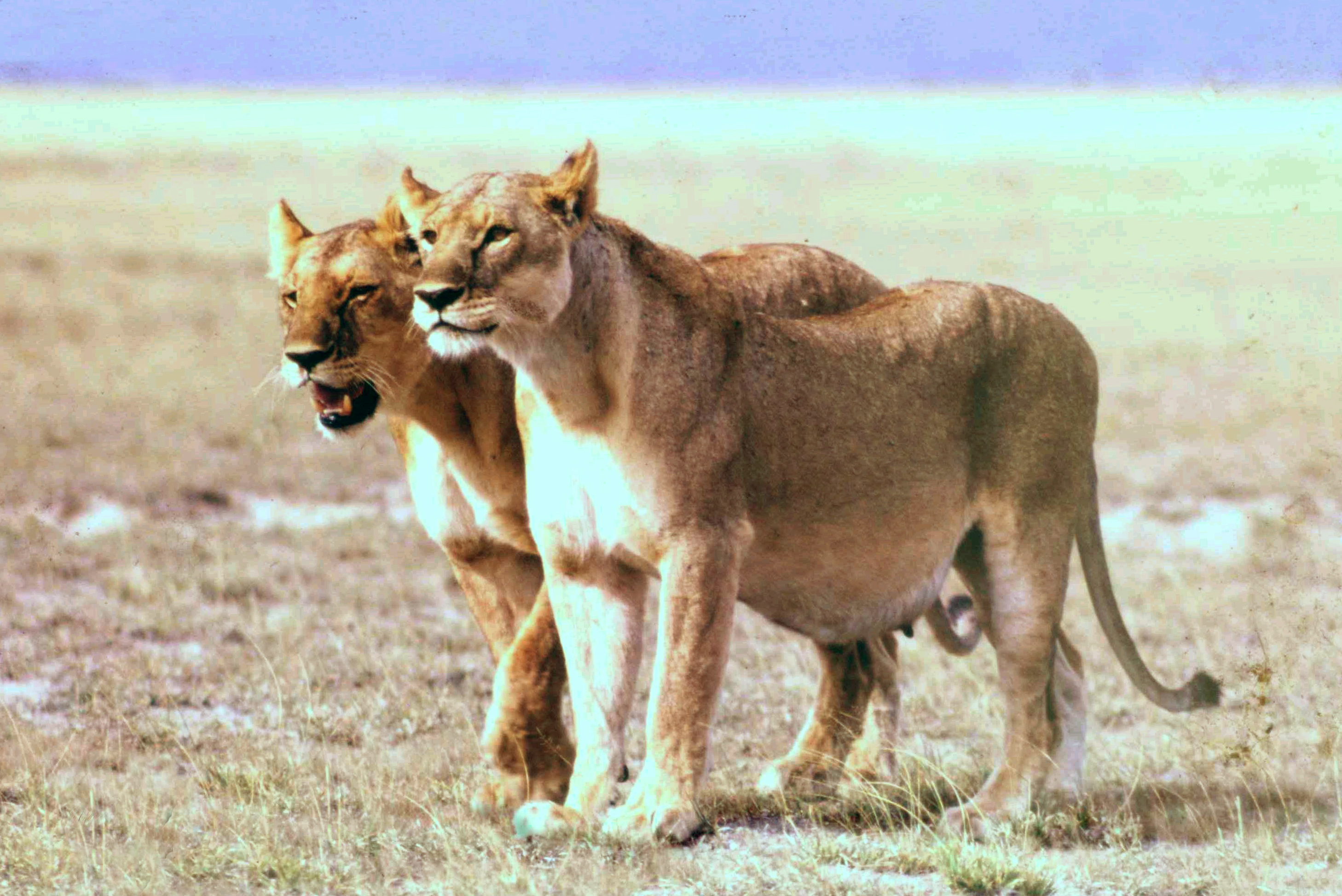
Una leonessa incinta (a destra)

Oltre all'inedia i cuccioli devono affrontare altri pericoli come la predazione da parte di: sciacalli, iene, leopardi, licaoni, aquile marziali e serpenti. Persino i bufali, guidati dall'istinto naturale, quando notano l'odore di una cucciolata di leoni, distruggono il covile dove si trovano e li colpiscono a morte contrastando il disperato intervento della madre. In più, quando un nuovo maschio dominante conquista il dominio del branco, spesso uccide tutti i cuccioli del branco stesso. Il motivo di questo comportamento aggressivo è che le femmine del gruppo non sono fertili e ricettive fino alla maturazione o alla morte dei loro cuccioli. Di fatto, circa l'80% dei cuccioli di leone non raggiunge l'età di due anni.
Quando entrano nel branco i cuccioli sono inizialmente molto timidi e tendono ad avere rapporti solo con le rispettive madri. Cominciano poi a socializzare tra loro giocando e cercano infine di coinvolgere anche gli adulti nei loro giochi. Gli adulti sono tolleranti con i cuccioli e non reagiscono mai con loro a morsi e a graffi, lasciano che i cuccioli giochino con la loro coda (o nel caso dei maschi con la criniera) sebbene il loro grado di tolleranza dipenda dall'individuo e dalla situazione (un leone molto stanco o ferito, per esempio, potrebbe non essere dell'umore di giocare con i cuccioli e allontanarli con un ringhio). In generale, padri e madri sono affettuosi verso i cuccioli e partecipano anche ai loro giochi se incoraggiati.

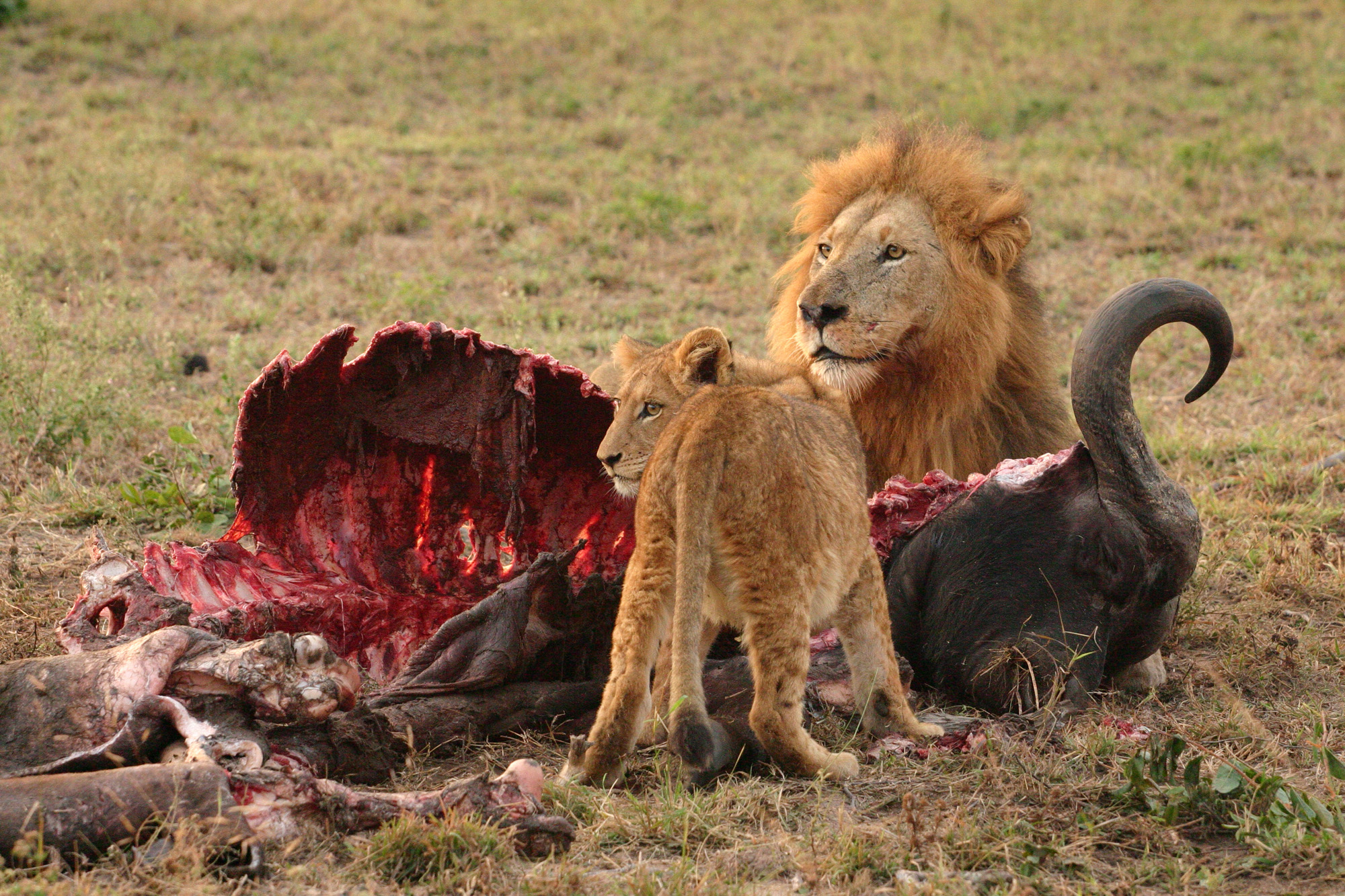
Il livello di tolleranza dei maschi nei confronti dei cuccioli è vario. In generale tuttavia sono più disposti a dividere il loro cibo con loro piuttosto che con le femmine. Nell'immagine un maschio e un cucciolo mangiano i resti di un bufalo in Sudafrica.

Lo svezzamento non avviene prima di sei sette mesi dalla nascita. I maschi sono maturi a tre anni d'età, e a 4-5 sono già in grado di insidiare e sostituire il capo di un altro branco. Cominciano tuttavia a invecchiare a dieci anni, al massimo a 15, ma solo se non hanno mai subito danni considerevoli in una lotta per la difesa del branco. In più, una volta scacciati da un altro maschio, è assai raro che riescano a rifarsi. Tutto ciò sottolinea come il tempo che hanno a disposizione per produrre e crescere una cucciolata (prima che venga eliminata da un altro maschio) è limitato. In teoria, se procreano rapidamente non appena conquistano il potere, i leoni maschi possono produrre più di una generazione di figli prima di essere a loro volta eliminati. Le leonesse spesso tentano di opporsi all'infanticidio dei loro cuccioli, ma scarsamente hanno successo e l'attaccante uccide tutti i cuccioli più giovani di due anni d'età. Una leonessa da sola non può nulla, in quanto più fragile del maschio, ma a volte la ribellione congiunta di più madri può avere la meglio sul capobranco.
Contrariamente a quanto si creda non sono soltanto i maschi sconfitti e allontanati dal branco a diventare nomadi, benché in ogni caso la maggior parte delle femmine preferisca rimanere con il proprio branco di nascita. Quando le dimensioni del branco sono eccessive, tuttavia, le femmine giovani sono costrette ad allontanarsi e a cercare un nuovo territorio dove stabilirsi. I giovani, maschi o femmine, possono inoltre essere soltanto allontanati e non uccisi da un nuovo maschio dominante che dovesse prendere possesso del loro branco. La vita di una femmina nomade è comunque assai dura. Molto difficilmente essa riesce a crescere un cucciolo senza la protezione del gruppo.

### Comportamento affettivo

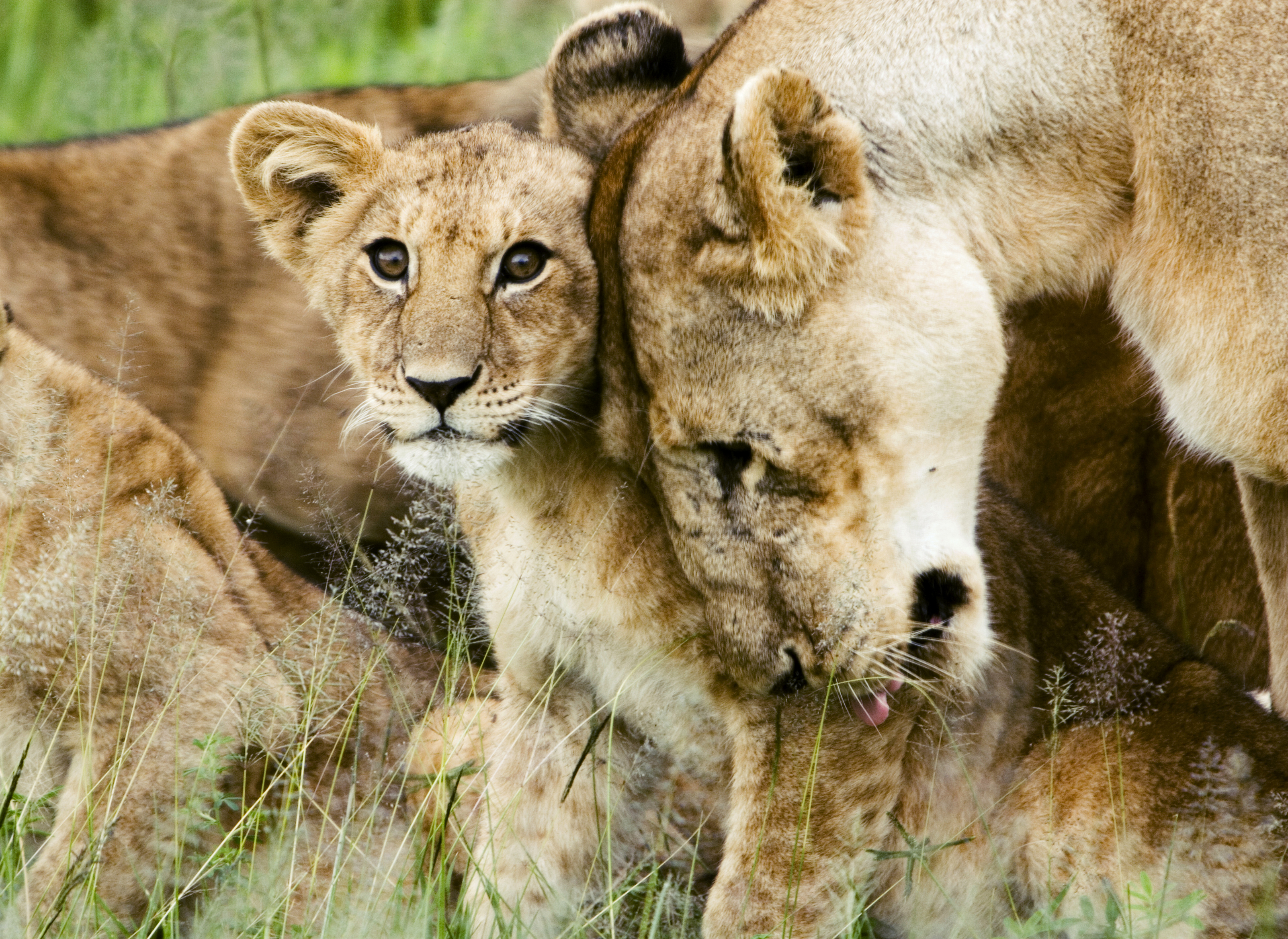
All'interno di un branco lo sfregamento della testa e la leccata sono diffuse dimostrazioni di affetto

Come molti altri mammiferi sociali i leoni esibiscono un ampio spettro di comportamenti che comunicano affetto. Nei branchi di leoni a riposo è comune osservare femmine che si puliscono a vicenda il manto, cuccioli che giocano fra loro o cercando di coinvolgere gli adulti e così via.
A riposo la socializzazione tra leoni è osservabile attraverso una serie di comportamenti e movimenti espressivi molto sviluppati. Tra questi i più comuni sono lo sfregamento della testa e la leccata, che sono comparabili alla toilettatura che osserviamo nei primati. Lo sfregamento della testa, in particolare della fronte del muso e del collo, sono probabilmente segnali di saluto, visto che viene osservata in animali che sono stati lontani l'uno dall'altro per qualche tempo o alla fine di una lotta. I maschi tendono a salutarsi tra loro, mentre i cuccioli e le femmine si comportano in questo modo nei riguardi di altre femmine. La leccata avviene spesso in corrispondenza dello sfregamento: in genere è mutua e chi la riceve si mostra soddisfatto. Le parti del corpo più soggette a leccata sono la testa e il collo e ciò può fare riflettere sull'utilità di questo comportamento, visto che queste parti sono impossibili da pulire autonomamente.
I leoni infine presentano una vasta gamma di espressioni facciali e posture, che utilizzano per comunicare. Il repertorio vocale è altrettanto vasto: le variazioni di intensità e frequenza, piuttosto che segnali prefissati, sembrano la base della comunicazione. Tra i suoni emessi da un leone ricordiamo: il brontolio, le fusa, il sibilo, il colpo di tosse, il miagolio, l'abbaiamento, il ruggito. Quest'ultimo suono in particolare è molto caratteristico, in quanto questi grandi felidi cominciano a comunicare con alcuni ruggiti profondi e durevoli, e concludono con una serie di ruggiti più corti. I ruggiti dei leoni si sentono più spesso nelle ore notturne: il suono, che può essere percepito a una distanza di 8 km, serve a segnalare la presenza dell'animale e presenta l'intensità più alta tra quelle di tutti i grandi felidi.
In condizioni particolari i leoni possono stabilire legami affettivi con individui di altre specie, incluso l'uomo. Un episodio particolarmente insolito, verificatosi in Kenya nel 2005, coinvolse una leonessa che adottò alcuni piccoli di orice (una specie normalmente predata dai leoni), allevandoli e proteggendoli anche dagli attacchi dei propri simili. Una vicenda molto nota di relazione affettiva fra uomo e leone è quello narrato da Joy Adamson nel romanzo autobiografico Nata libera.
Sebbene sia molto raro i leoni possono inoltre sviluppare legami affettivi con felidi di altre specie. Una leonessa e un leopardo femmina divenute amiche per la vita e formato una coalizione insieme sono divenute protagoniste di un noto documentario. Un'altra leonessa è stata osservata adottare un cucciolo di leopardo che ha anche allattato.

## Tassonomia

Il cladogramma in alto è basato sullo studio del 2006, quello in basso sugli studi del 2010 e del 2011.

Felis leo fu il nome scientifico utilizzato da Carl Linnaeus nel 1758, quando descrisse il leone nella sua opera Systema Naturae. Il nome del genere Panthera fu coniato da Lorenz Oken nel 1816. Tra la metà del XVIII e la metà del XX secolo furono descritte e proposte 26 diverse sottospecie di leone, delle quali ancora 11 venivano riconosciute come valide nel 2005. Le differenze erano per lo più basate sulla dimensione e sul colore della criniera e della pelle.

### Sottospecie
Nel XIX e XX secolo, furono descritte e propostenumerose sottospecie, e fino al 2017 circa una dozzina di esse erano considerate valide. Tra il 2008 e il 2016, i redattori della Lista Rossa dell'IUCN utilizzarono solo due nomi sottospecifici: P. l. leo per le popolazioni africane, e P. l. persica per la popolazione asiatica. Nel 2017, la Cat Classification Task Force del Cat Specialist Group ha revisionato la tassonomia del leone sulla base di numerosi studi filogeografici sull'evoluzione del felide, riconoscendo due sottospecie:
- P. l. leo (Linnaeus, 1758): la sottospecie nominale comprende il leone asiatico, il leone berbero (estinto in natura), e le popolazioni dell'Africa occidentale e della parte settentrionale dell'Africa centrale.[123] I sinonimi includono P. l. persica (Meyer, 1826), P. l. senegalensis (Meyer, 1826), P. l. kamptzi (Matschie, 1900) e P. l. azandica (Allen, 1924).[2] È stata chiamata anche "leone settentrionale" o "sottospecie settentrionale".[124][125]
- P. l. melanochaita (Smith, 1842): comprende il leone del Capo (estinto) e le popolazioni dell'Africa orientale e meridionale.[123] I sinonimi includono P. l. somaliensis (Noack, 1891), P. l. massaica (Neumann, 1900), P. l. sabakiensis (Lönnberg, 1910), P. l. bleyenberghi (Lönnberg, 1914), P. l. roosevelti (Heller, 1914), P. l. nyanzae (Heller, 1914), P. l. hollisteri (Allen, 1924), P. l. krugeri (Roberts, 1929), P. l. vernayi (Roberts, 1948) e P. l. webbiensis (Zukowsky, 1964).[2][120] È stata chiamata anche "sottospecie meridionale" o "leone meridionale".[125]

Tuttavia, sembra esserci un certo grado di sovrapposizione tra i due gruppi nell'Africa centro-settentrionale. Analisi genetiche indicano che i leoni dell'Africa centrale derivano da entrambe le linee, poiché si raggruppano con P. l. leo nelle filogenesi basate su DNA mitocondriale, mentre il loro DNA genomico mostra maggiore affinità con P. l. melanochaita.
Campioni di leoni provenienti da alcune zone degli altopiani etiopici risultano geneticamente simili a quelli di Camerun e Ciad, mentre altri campioni etiopici si raggruppano con quelli dell'Africa orientale. I ricercatori presumono quindi che l'Etiopia rappresenti una zona di contatto tra le due sottospecie. Dati genomici di un esemplare storico nato in natura in Sudan mostrano che si raggruppa con P. l. leo per quanto riguarda il DNA mitocondriale, ma con alta affinità a P. l. melanochaita nel genoma nucleare, suggerendo che la posizione tassonomica dei leoni dell'Africa centrale potrebbe necessitare di revisione.

### Forme fossili
Altre sottospecie o specie sorelle del leone moderno sono esistite in epoca preistorica:
- P. l. sinhaleyus è noto a partire da un carnassiale fossile rinvenuto in Sri Lanka, attribuito a un leone. Si pensa si sia estinto circa 39.000 anni fa.[129]
- P. fossilis era più grande del leone moderno e visse nel Pleistocene medio. Frammenti ossei sono stati trovati in grotte del Regno Unito, Germania, Italia e Repubblica Ceca.[130][131]
- P. spelaea, o leone delle caverne, visse in Eurasia e nella Beringia durante il Pleistocene superiore. Si estinse a causa del riscaldamento climatico o dell'espansione umana, al più tardi circa 11.900 anni fa.[132] Frammenti ossei trovati in grotte di Europa, Asia settentrionale, Canada e Alaska indicano che si estendeva dall'Europa alla Siberia fino all'Alaska occidentale.[133] Probabilmente derivava da P. fossilis,[134] ed era geneticamente isolato e molto distinto dal leone moderno.[134][135] È raffigurato in pitture rupestri, incisioni su avorio e sculture in argilla del Paleolitico.[136]
- P. atrox, o leone americano, visse nelle Americhe, dal Canada fino (forse) alla Patagonia, durante il Pleistocene superiore.[137] Si separò dal leone delle caverne circa 165 000 anni fa.[138] Un fossile rinvenuto a Edmonton risale a 11355±55 anni fa.[139]

### Evoluzione
Si stima che la linea evolutiva di Panthera si sia geneticamente separata dall'antenato comune dei Felidi 9,32-4,47 milioni di anni fa o 11,75-0,97 milioni di anni fa. I risultati delle analisi variano nella ricostruzione della filogenesi del leone: si è ritenuto potesse formare un gruppo fratello con il giaguaro (dal quale si è separato tra 3,46 e 1,22 milioni di anni fa), ma anche con il leopardo (dal quale si è separato tra 3,1 e 1,95 milioni di anni fa, o tra 4,32 e 0,02 milioni di anni fa). Una possibile ibridazione tra gli antenati del leone e del leopardo delle nevi potrebbe essere proseguita fino a circa 2,1 milioni di anni fa. Il clade leone-leopardo era distribuito nelle regioni paleartiche di Asia e Africa almeno dall'inizio del Pliocene. I più antichi fossili identificabili come leoni provengono dalla Gola di Olduvai in Tanzania e risalgono a circa 2 milioni di anni fa.
Le stime sulla divergenza tra i leoni moderni e quelli delle caverne variano tra 529.000 e 392.000 anni fa, basandosi sulla velocità di mutazione per generazione nei leoni attuali. Non vi è evidenza di flusso genico tra i due lignaggi, il che indica che non condividevano lo stesso areale geografico. I leoni delle caverne eurasiatici e americani si estinsero alla fine dell'ultimo periodo glaciale, senza lasciare discendenti mitocondriali su altri continenti. Il leone moderno era probabilmente ampiamente diffuso in Africa nel Pleistocene medio e iniziò a divergere nell'Africa subsahariana nel Pleistocene superiore. Le popolazioni dell'Africa orientale e meridionale si separarono da quelle dell'Africa occidentale e settentrionale quando la foresta equatoriale si espanse tra 183.500 e 81.800 anni fa. Queste ultime condividevano un antenato comune probabilmente tra 98 000 e 52 000 anni fa. L'espansione del Sahara tra 83 100 e 26 600 anni fa separò le popolazioni dell'Africa occidentale da quelle settentrionali. Con la successiva contrazione della foresta pluviale e l'apertura degli habitat, i leoni migrarono dall'Africa occidentale verso quella centrale. I leoni del Nord Africa si dispersero nell'Europa meridionale e in Asia tra 38 800 e 8 300 anni fa.
L'estinzione dei leoni nell'Europa meridionale, nel Nord Africa e in Medio Oriente interruppe il flusso genico tra le popolazioni asiatiche e africane. Le prove genetiche mostrano numerose mutazioni nei campioni provenienti da Africa orientale e meridionale, indicando che questo gruppo ha una storia evolutiva più lunga rispetto ai campioni asiatici e dell'Africa occidentale e centrale, geneticamente meno variabili. Il sequenziamento completo del genoma ha rivelato che i campioni dell'Africa occidentale condividono alleli con quelli dell'Africa meridionale, e che i campioni dell'Africa centrale condividono alleli con quelli asiatici. Questo fenomeno indica che l'Africa centrale fu un punto di incontro tra popolazioni isolate di leoni, che migrarono probabilmente attraverso corridoi nel bacino del Nilo durante l'Olocene inferiore.

### Ibridi

Coppia di ligri.

Negli zoo, i leoni sono stati incrociati con le tigri per curiosità o per scopi scientifici. Il ligre (incrocio tra un leone maschio e una tigre femmina) è più grande sia del leone che della tigre, mentre la maggior parte dei tigoni (leonessa e tigre maschio) è relativamente più piccola rispetto ai genitori, a causa di effetti genetici reciproci. Il leopone è un ibrido tra una leonessa e leopardo maschio.

## Distribuzione e habitat

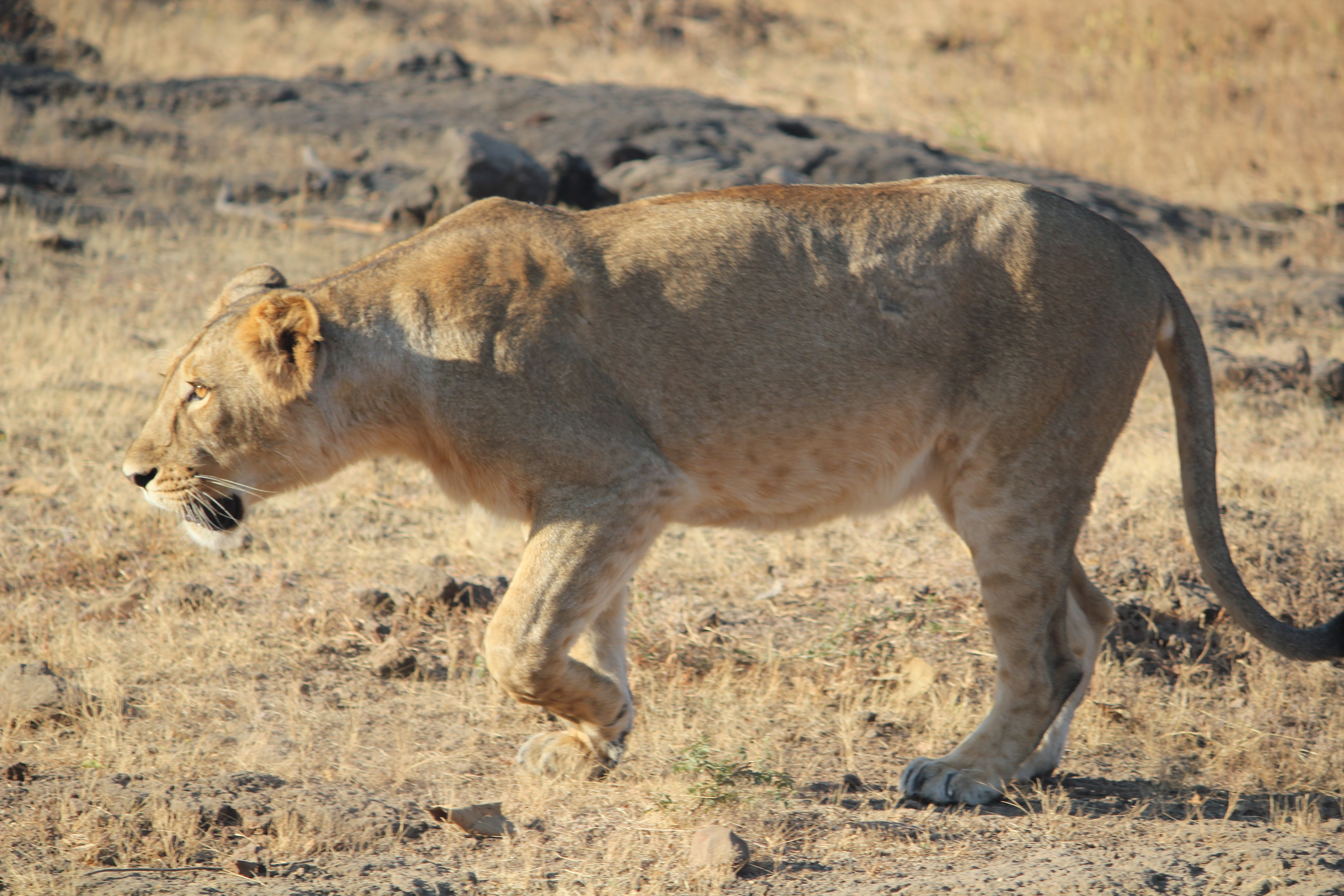
Una leonessa asiatica nel Gir Forest Wildlife Sanctuary.

Agli albori del terzo millennio la maggior parte dei leoni vive nelle riserve naturali dell'Africa subsahariana. Una popolazione di poche centinaia di leoni asiatici sopravvive inoltre nel Gir Forest Wildlife Sanctuary (1412 km²), nello Stato dei Gujarat in India. Al fine di proteggere questa minuscola popolazione da epidemie e altri rischi ambientali, è in corso un programma di reintroduzione del leone asiatico anche nel Kuno Wildlife Sanctuary, una riserva naturale nel vicino Stato del Madhya Pradesh. La popolazione sta aumentando di numero, anche se lentamente.

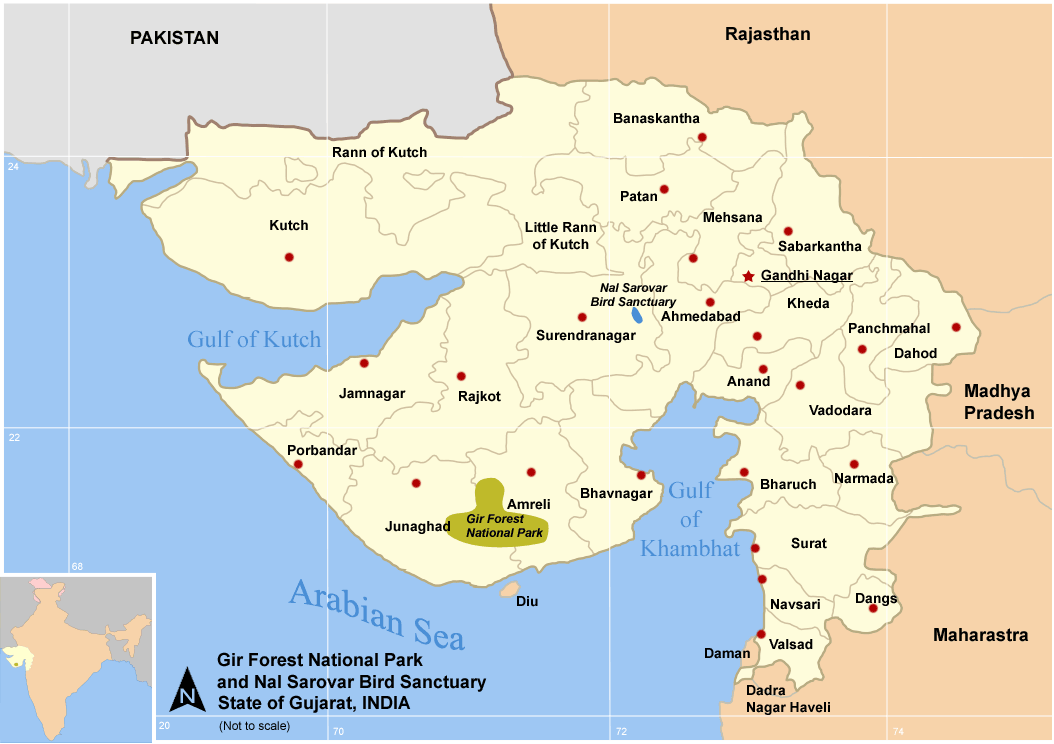
Distribuzione dei leoni in India. La Gir Forest Wildlife Sanctuary, nello stato del Gujarat, è l'ultimo areale naturale per circa 411 individui di Leone asiatico.

Il numero complessivo dei leoni in natura negli anni duemila è stimato tra i 16000 e i 30000 esemplari. Questi numeri evidenziano un calo drammatico dagli anni novanta, quando la popolazione di leoni veniva calcolata intorno ai 100000 esemplari. Le popolazioni rimanenti sono spesso isolate geograficamente dalle altre, cosa che aumenta ulteriormente le difficoltà di conservazione della specie.
I leoni vivevano in tutta la zona meridionale del continente eurasiatico, dalla Grecia all'India e sulla maggior parte dell'Africa, fatta eccezione per la zona della foresta pluviale centrale e per il deserto del Sahara. Sembra che abbiano attraversato inoltre la Beringia e colonizzato l'America in tempi passati, dallo Yukon al Perù. Molte delle popolazioni che occupavano questo immenso areale sono tuttavia estinte.

Distribuzione dei leoni africani.

Erodoto riportò che i leoni erano piuttosto comuni in Grecia intorno al 480 a.C. Attaccarono tra l'altro la spedizione di cammelli da carico del re persiano Serse mentre marciavano attraverso il paese. Già nel 300 a.C. comunque Aristotele li considerava animali rari e si può dire che prima del 100 d.C. erano stati completamente estirpati. Sino al X secolo inoltre una popolazione di leoni asiatici sopravvisse nel Caucaso, rappresentando l'ultimo avamposto della specie in Europa.

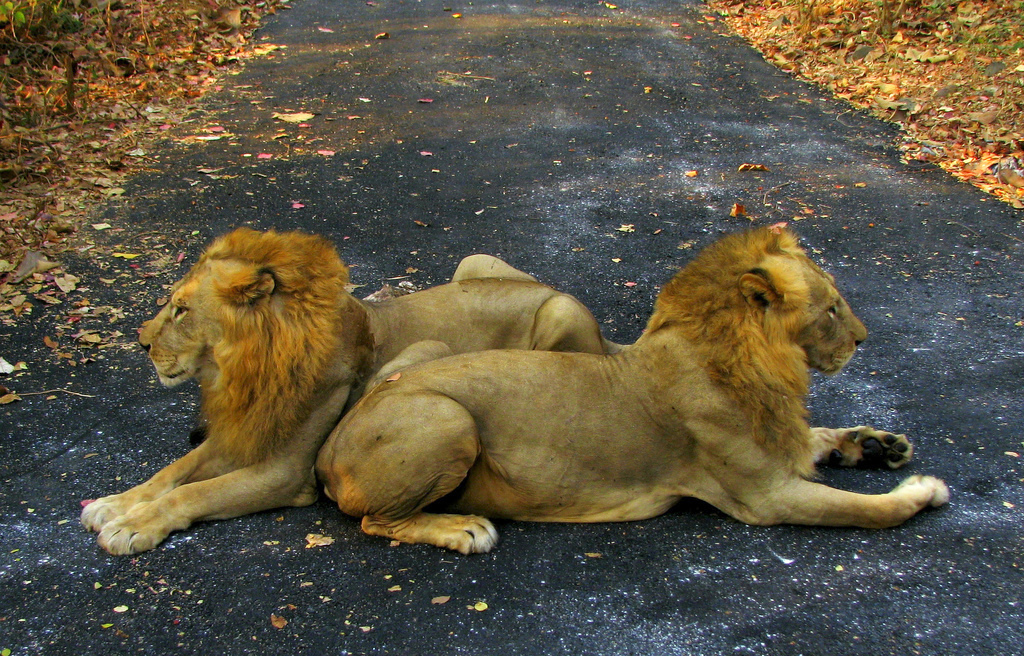
Due leoni asiatici maschi all'interno del Parco nazionale Sanjay Gandhi a Bombay in India. La popolazione in natura è in pericolo e il suo areale è ristretto alla zona del Gir Forest Wildlife Sanctuary nell'India occidentale.

La specie fu invece allontanata dalla Palestina prima del Medioevo e dal resto dell'Asia dopo l'importazione di armi da fuoco portatili nel XVIII secolo. Tra il tardo XIX secolo e l'inizio del XX, si estinse in tutto il Nordafrica e l'Asia occidentale. Alla fine dell'Ottocento in particolare era scomparsa dalla Turchia e dalla maggior parte dell'India settentrionale, mentre l'ultimo avvistamento di un leone vivo in Iran risale al 1941 (tra Shiraz e Jahrom nella Regione di Fars), benché una carcassa di leonessa sia stata ritrovata presso il fiume Karun (nel Khūzestān) nel 1944. Non vi sono stati più comunque ulteriori avvistamenti di leone.
In generale l'habitat naturale di questi animali è la savana. Al contrario, i leoni evitano fitte foreste e giungle, nonché aree desertiche, in quanto povere di selvaggina. In Africa in particolare, si trovano nella prateria della savana puntellata da alberi di Acacia, che offrono all'animale un efficace riparo quando il sole è alto nel cielo. In India invece l'habitat dei leoni è un misto di savana secca e di boscaglia decidua ancora più arida.

## Interazioni con l'uomo

### In cattività

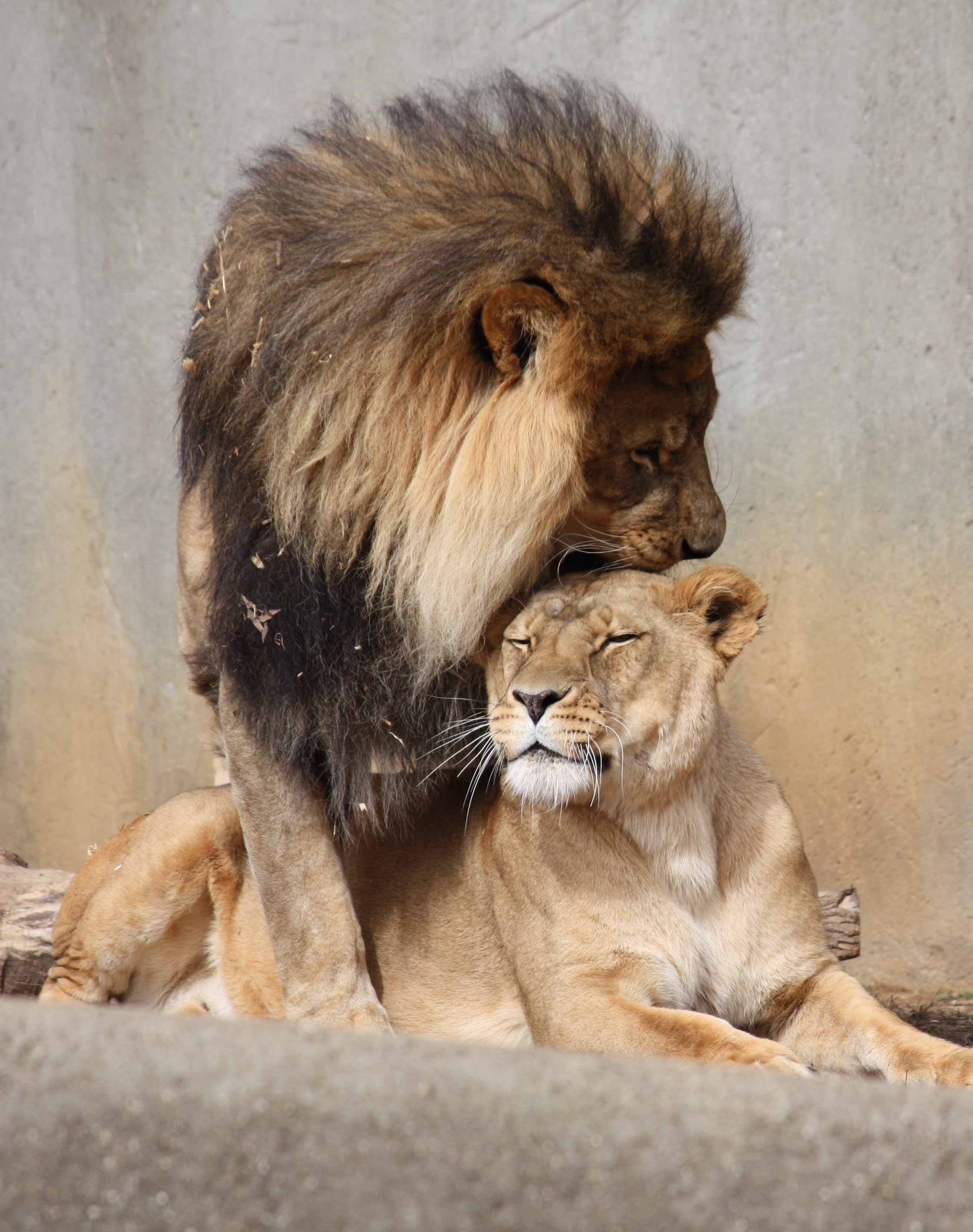
Coppia allo zoo di Louisville.

I leoni fanno parte di quel gruppo di animali esotici che rappresentano la parte fondamentale degli zoo a partire dal XVII secolo; altri membri di questa classe sono vertebrati di grandi dimensioni come: elefanti, ippopotami, rinoceronti, grossi primati e altri grossi felidi. Negli anni gli zoo sono stati in competizione per accaparrarsi il maggior numero possibile di questi tipi di animali. Anche se molti zoo moderni sono più selettivi riguardo a ciò che mettono in mostra, vi sono oltre mille leoni africani e oltre cento leoni asiatici sparsi negli zoo di tutto il mondo. Sono considerati come una specie ambasciatrice e vengono tenuti per motivi turistici, educativi e di conservazione. I leoni possono raggiungere anche l'età di venti anni in cattività; Apollo, un leone residente allo zoo di Honolulu nelle Hawaii, morì all'età di 22 anni nell'agosto 2007. Le sue due sorelle, nate nel 1986 ad agosto 2007 erano ancora vive. I programmi di accoppiamento tengono in considerazione l'origine degli individui per evitare di accoppiare diverse popolazioni perdendo il prezioso materiale genetico di quelle in via di estinzione. In media i leoni dormono 13,5 ore al giorno in cattività.

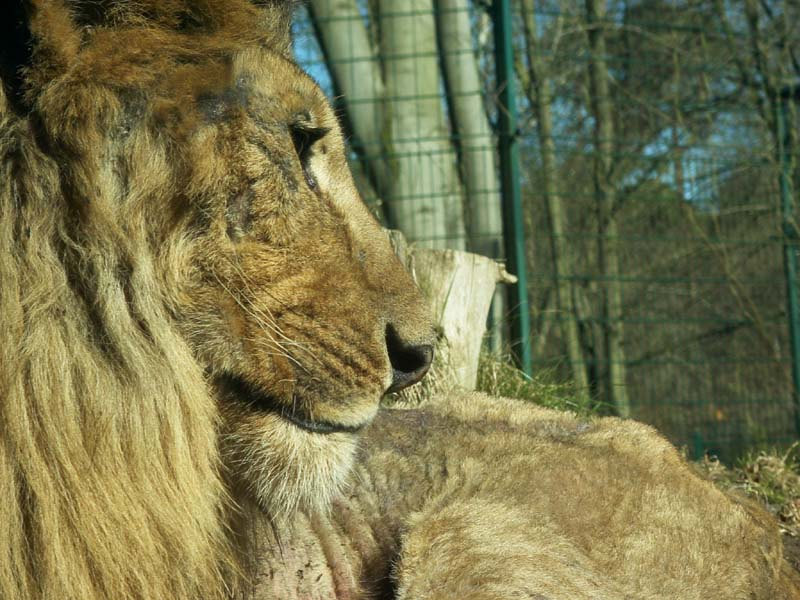
Maschio allo zoo di Eberswalde.

I leoni venivano catturati e allevati dai re assiri già nell'850 a.C. e ad Alessandro Magno fu fatto dono di leoni addomesticati dal Mahli in India settentrionale. Poi, ai tempi dei Romani, i leoni partecipavano a combattimenti nelle arene. Notabili romani, tra i quali Silla, Pompeo e Cesare ordinavano spesso massacri di grandi quantità di leoni. In Oriente, i leoni venivano addomesticati dai principi indiani, e Marco Polo riportò come Kublai Khan tenesse leoni al chiuso.
I primi zoo europei cominciarono a diffondersi tra le famiglie nobili e reali del XIII secolo e fino al XVII venivano chiamati serragli. A quel punto, cominciarono a prendere il nome di ménagerie, estensioni delle Wunderkammer. Si diffusero dalla Francia e dall'Italia nel Rinascimento al resto d'Europa. In Inghilterra, anche se la tradizione era meno sviluppata, i leoni erano tenuti nella Torre di Londra in un serraglio stabilito da Giovanni Senzaterra nel XIII secolo, probabilmente insieme con altri animali importati precedentemente da Enrico I e tenuti nel suo palazzo di Woodstock, presso Oxford. Nello stesso posto, alcuni leoni erano stati portati da Guglielmo di Malmesbury.
I serragli servivano come espressione di potere e ricchezza della nobiltà. Animali come i grandi felidi e gli elefanti in particolare, simboleggiavano il potere ed erano utilizzati in lotte tra simili o contro animali domestici. Inoltre, ménagerie e serragli servirono come dimostrazione del potere dell'uomo sulla natura. Di conseguenza nel 1682 il pubblico fu molto sorpreso dalla vittoria di una mucca su un leone e allo stesso modo ciò accadde quando un elefante cominciò a fuggire da un rinoceronte. Con la diffusione delle ménagerie nel XVII secolo, questi spettacoli divennero più rari e gli animali cominciarono a essere gestiti dai Comuni. La tradizione di tenere grandi felidi come animali domestici perdurò fino al XIX secolo, ma era vista come estremamente eccentrica.

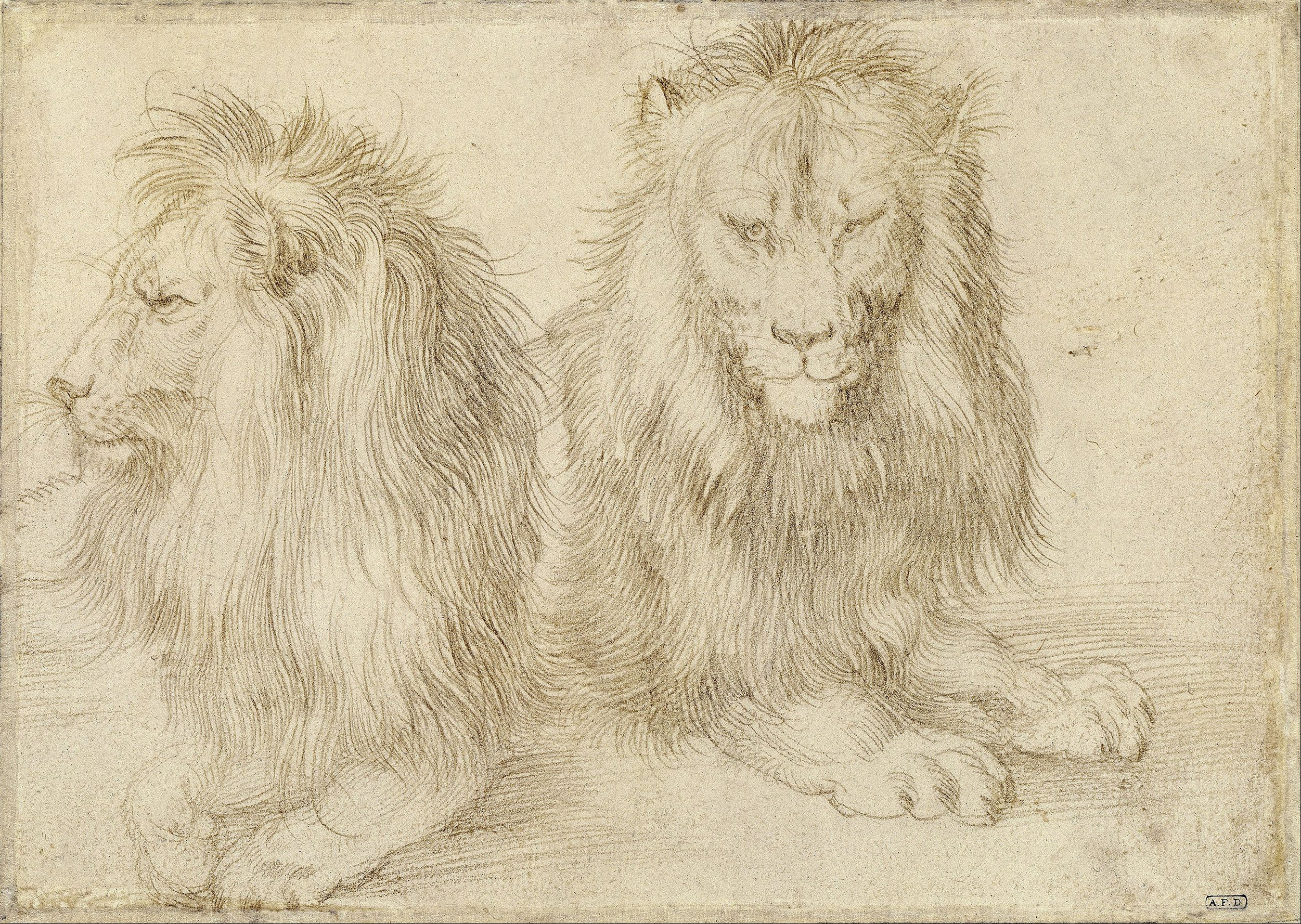
Albrecht Dürer, schizzo di leoni. Circa 1520.

La presenza di leoni nella Torre di Londra fu intermittente, con vari monarchi, come Margherita d'Angiò o Enrico VI, che ricercarono o ricevettero questi animali in dono. Vi sono prove che fossero mantenuti in condizioni piuttosto miserevoli nel XVII secolo, almeno se confrontate con quelle in cui vivevano altri leoni a Firenze in quel tempo. Le ménagerie di Londra fu aperta al pubblico nel XVIII secolo, al prezzo di tre mezze sterline o di un cane o gatto da fornire al leone in pasto. Uno zoo rivale fu aperto all'Exeter Exchange e continuò a esibire leoni sino all'inizio del secolo successivo. La ménagerie della Torre fu chiusa da Guglielmo IV e gli animali furono trasferiti allo Zoo di Londra, che aveva aperto il 27 aprile 1828.
Il commercio di animali selvatici fiorì accanto al crescere del commercio coloniale nel XIX secolo. I leoni erano a quel punto considerati piuttosto comuni e non esageratamente costosi. Anche se il loro costo era maggiore di quelli delle tigri, erano assai meno costosi di animali grandi e difficili da trasportare come giraffe o ippopotami, nonché del raro panda gigante. Come altri animali, i leoni non erano considerati altro che un lusso naturale ed erano sfruttati senza pietà, con terribili perdite nella cattura e nel trasporto. L'idea diffusa dell'eroico cacciatore di leoni dominò l'immaginario collettivo in quel secolo. Esploratori e cacciatori sfruttarono la popolare divisione manichea tra bene e male nel regno animale per aggiungere pathos al racconto delle loro avventure, dipingendosi come eroi. Ciò portò al fatto che i grandi felidi, sospettati di essere mangiatori di uomini, cominciassero a rappresentare la paura verso la natura e la soddisfazione per saperla dominare.

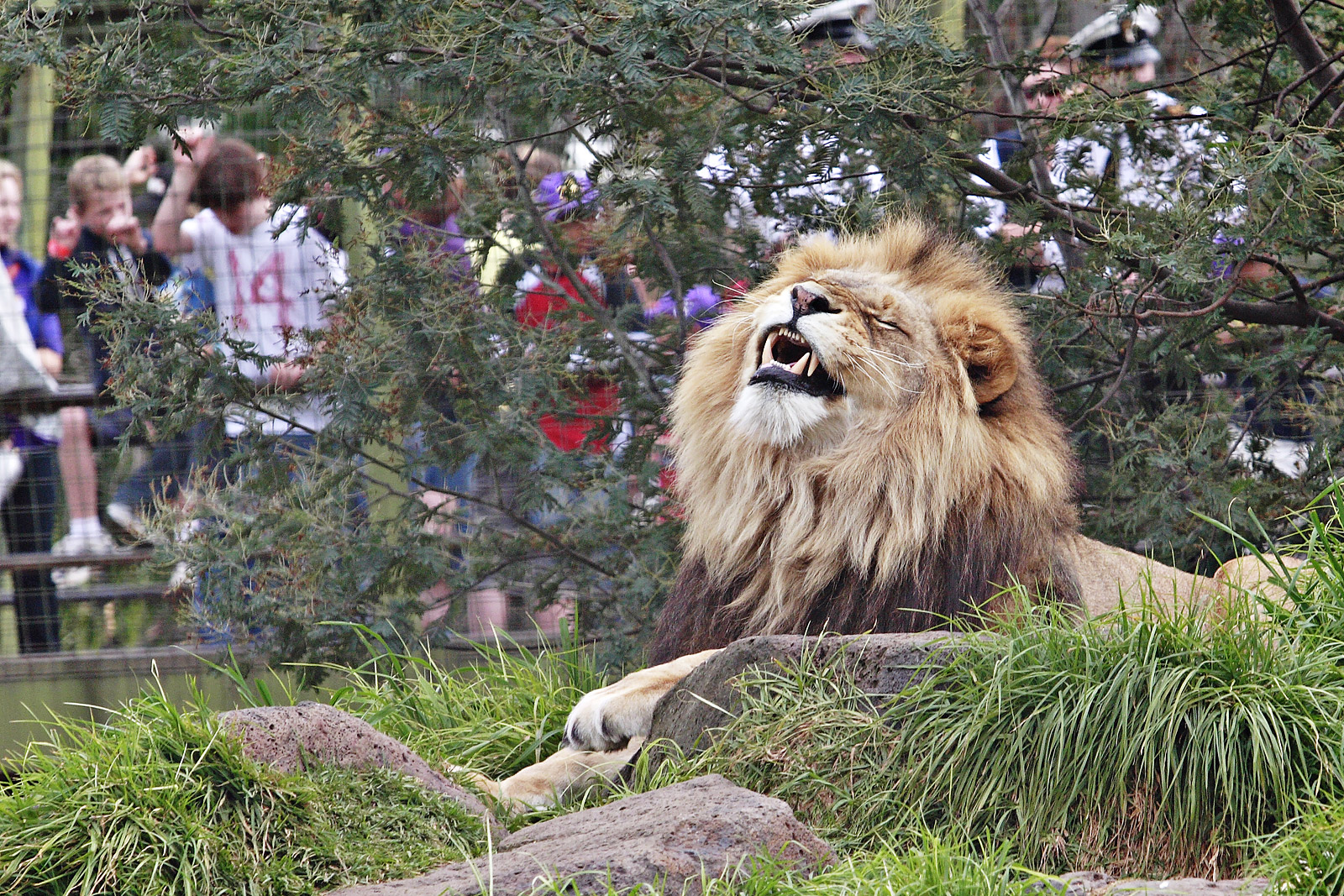
Un leone allo zoo di Melbourne approfitta dell'erba alta e del riparo offerto da alcuni alberi.

Allo zoo di Londra i leoni erano tenuti in pessime condizioni finché un nuovo settore con gabbie più spaziose fu costruito negli anni dopo il 1870. Altri cambiamenti avvennero nel XX secolo, quando Carl Hagenbeck progettò recinti più simili all'habitat naturale degli animali, con rocce di cemento, più spazio e un fossato al posto delle sbarre. Progettò, tra gli altri, i recinti dei leoni allo zoo di Melbourne e al Taronga Zoo di Sydney all'inizio del Novecento. Ciononostante le classiche gabbie con sbarre sopravvissero fino agli anni sessanta nella maggior parte degli zoo. In seguito furono predisposte aree sempre più ampie e naturali per i felidi e l'uso di reti metalliche o vetro stratificato al posto di tane ribassate permisero ai visitatori di avvicinarsi sempre di più agli animali, in alcuni casi addirittura passeggiando al di sotto di loro, come allo zoo di Oklahoma City dotato di una zona denominata Cat Forest/Lion Overlook. I leoni occupano nel terzo millennio aree ampie e simili alla natura; procedure moderne sono imposte per approssimare gli habitat naturali delle bestie e cercare di accontentare le loro necessità. A titolo di esempio spesso ai leoni sono fornite aree separate, in posizioni elevate con sia ombra sia sole a disposizione per le lunghe ore di riposo, adeguata copertura del suolo e moderni sistemi di drenaggio dell'acqua, nonché di spazio sufficiente al movimento.
Anche in tempi moderni vi sono stati leoni tenuti con successo da privati, come la leonessa Elsa, che fu cresciuta da George Adamson e sua moglie Joy Adamson e sviluppò un forte legame nei loro confronti, specialmente con la donna. La vita di questa leonessa divenne soggetto di numerosi libri e film.

### Attacchi contro l'uomo

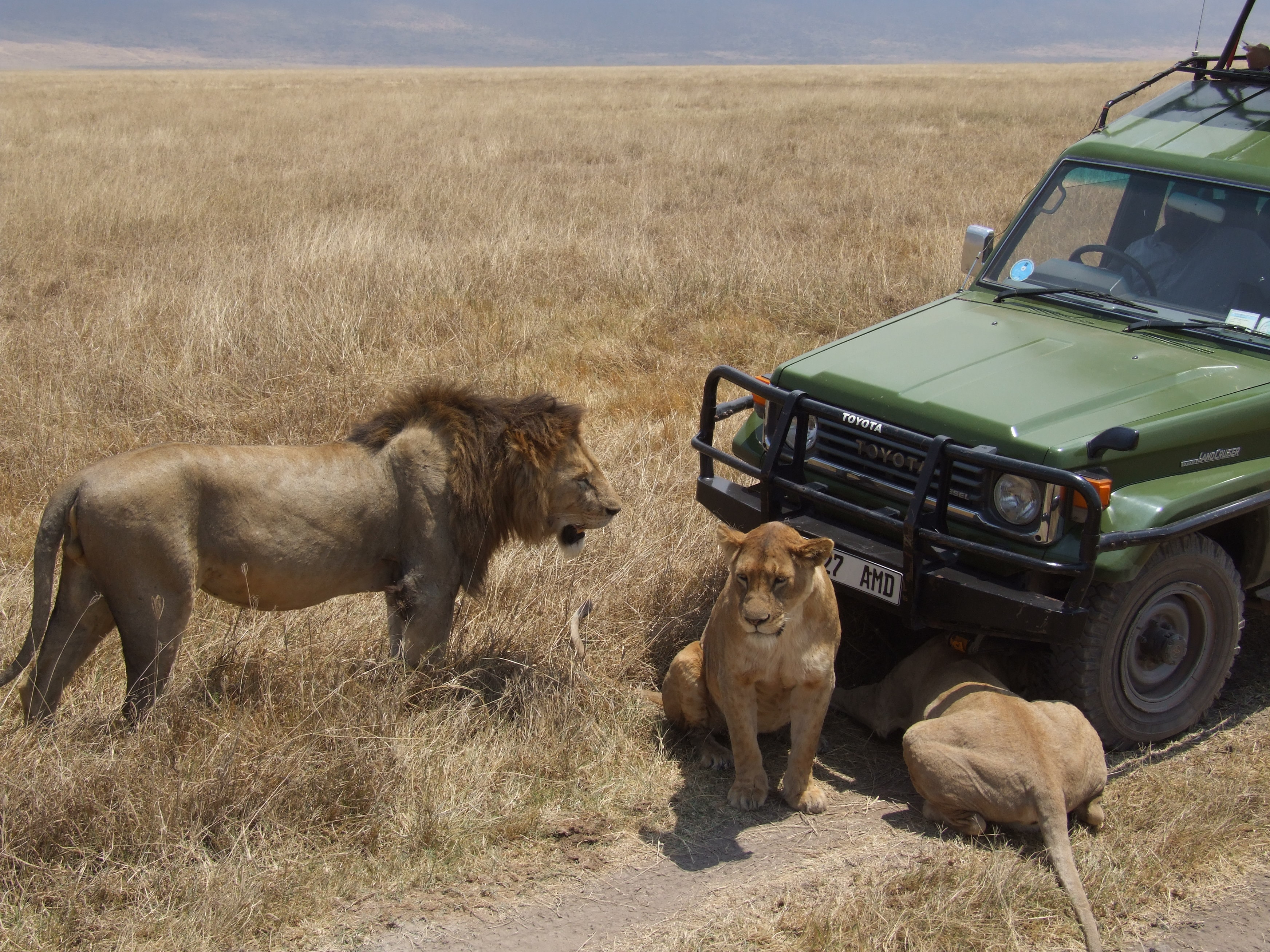
Leoni nei pressi di un fuoristrada nel cratere di Ngorongoro.

In tempi preistorici gli uomini furono probabilmente predati dai grandi felidi e quindi dai leoni. Nel mondo moderno, anche se i leoni non cacciano l'uomo in condizioni normali, può accadere che alcuni (per lo più maschi) ne vadano in cerca. Alcuni casi assai celebri sono quello dei mangiatori di uomini dello Tsavo, luogo nel quale ventotto operai addetti alla costruzione della ferrovia tra Kenya e Uganda furono catturati e uccisi nel corso di nove mesi del 1898 durante i quali si stava costruendo appunto il ponte sul fiume Tsavo e quello dei mangiatore di uomini di Mfuwe, che nel 1991 tolse la vita a sei persone nella valle del fiume Luangwa nello Zambia. In entrambi i casi, i cacciatori che sono riusciti a eliminare la minaccia hanno poi pubblicato dei libri che descrivevano il comportamento predatorio degli animali. I due episodi presentano alcune similarità: i leoni erano più grandi della media, erano privi di criniera, apparentemente soffrivano di carie dentarie che causavano la perdita dei denti stessi. La teoria legata a quest'ultimo particolare, secondo la quale questi leoni erano appunto malati, non è in auge tra tutti i ricercatori. Sembra infatti, anche in seguito alle analisi compiute sulle collezioni di leoni mangiatori di uomini che sono conservate in vari musei, che le cause di questo comportamento inusuale siano ascrivibili piuttosto al degrado dell'habitat e alla scomparsa delle prede naturali dovuti all'attività umana.
Nella loro analisi del comportamento dei leoni dello Tsavo e dei cosiddetti mangiatori di uomini in generale Kerbins, Peterhans e Gnoske confermano che animali malati o feriti possono essere più portati ad attaccare l'uomo. Tale comportamento viene definito “non inusuale, e non necessariamente aberrante”: in presenza di incentivi come bestiame o cadaveri umani i leoni possono attaccare regolarmente gli uomini. Gli autori citati attestano inoltre, grazie a ricerche paleontologiche, che altri panterini hanno attaccato in passato altri primati.
L'attitudine dei leoni a cibarsi di esseri umani è stata esaminata sistematicamente: scienziati statunitensi e tanzaniani hanno osservato un grande incremento nella frequenza di tale comportamento nelle aree rurali della Tanzania tra il 1990 e il 2005. Almeno 563 abitanti dei villaggi di tali zone sono stati vittima di attacchi e molti di essi sono morti nel periodo in questione. Questi numeri eccedono di molto quelli del ben più famoso episodio dello Tsavo avvenuto un secolo prima. In particolare questi attacchi sono avvenuti presso la riserva faunistica del Selous, nel Distretto del Rufiji, nella Regione di Lindi, non lontano dal confine con il Mozambico.
Anche se l'espansione dei territori occupati dai contadini è una delle cause gli autori delle osservazioni hanno osservato come le politiche atte a conservare i felidi vanno ridotte in quanto hanno causato direttamente la morte di molte persone. A Lindi alcuni leoni sono arrivati ad attaccare uomini al centro dei loro villaggi.

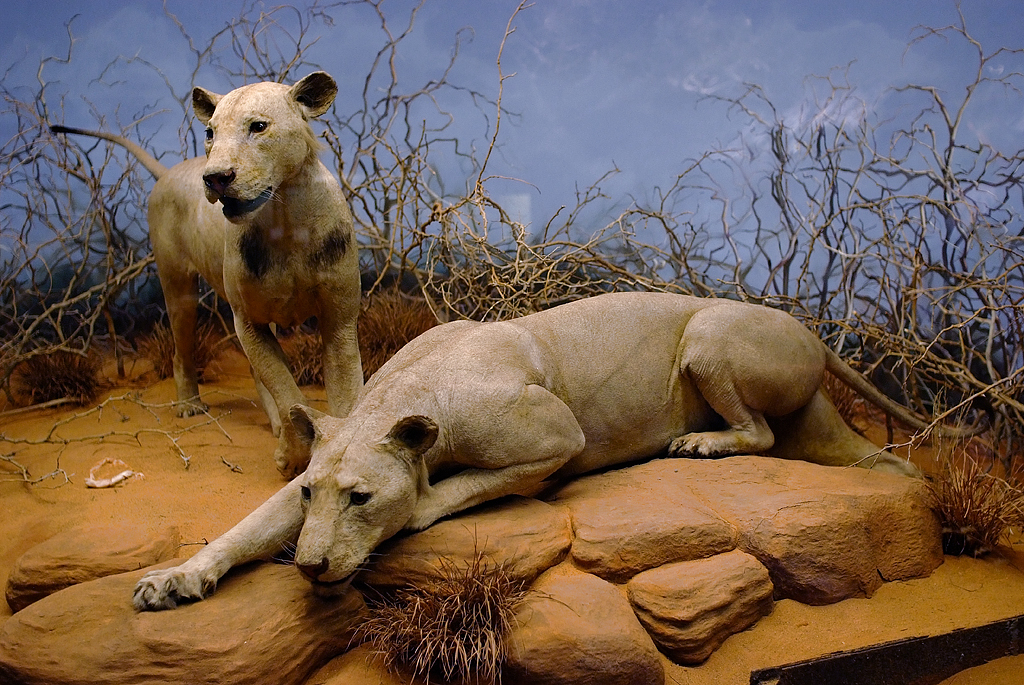
I leoni dello Tsavo nel Museo di Storia Naturale di Chicago, nell'Illinois.

Il leone non è quindi innocuo per gli uomini: sono tuttavia molto più frequenti, per esempio, i casi di attacchi da parte di tigri, sia in natura sia in cattività. Dal 1990, il numero medio di vittime umane causate dai leoni si è attestato intorno ai 20 decessi annui.
Robert R. Frump ha scritto in The Man-eaters of Eden che i profughi mozambicani che attraversano nottetempo il Parco nazionale Kruger in Sudafrica vengono attaccati e divorati da leoni. I responsabili del parco hanno confermato il problema. Frump crede che qualche migliaio di uomini sia stato ucciso negli anni dell'apartheid dopo che il governo sudafricano aveva chiuso il parco obbligando i profughi ad attraversarlo di notte. Per circa un secolo prima che il confine fosse controllato, i Mozambicani avevano attraversato il parco senza pericolo durante il giorno.
Un leone mangiatore di uomini è stato ucciso da guide da caccia nella Tanzania meridionale nell'aprile 2004; si crede che fosse stato responsabile della morte di almeno 35 persone in una serie di incidenti nei villaggi attraverso la zona costiera del Delta del Rufiji.
Rolf D. Baldus, coordinatore del programma GTZ per la fauna selvatica, ha osservato come il probabile motivo di questi attacchi fosse un grosso ascesso al di sotto di un molare che era spezzato in vari punti. Quel leone provava probabilmente forti dolori, specialmente nel corso della masticazione. GTZ è un'agenzia di cooperazione e sviluppo tedesca e ha lavorato con il governo tanzaniano per la conservazione delle specie per quasi vent'anni. Come accaduto nei casi citati in precedenza, questo leone era di grandi dimensioni, non presentava criniera, e aveva problemi dentari.
Il record africano di persone uccise non è legato allo Tsavo, ma ai meno noti episodi avvenuti tra il 1930 e il 1940 nell'allora Tanganica. George Rushby, guardacaccia e cacciatore professionista, ha infine ucciso il predatore che si ritiene abbia massacrato e divorato tra 1500 e 2000 persone nel distretto di Njombe.
Sebbene i leoni siano etichettati giustamente come "pericolosi", secondo un'analisi statistica di ScienceAlert del 28 febbraio 2018, dal titolo "Deadliest creatures worldwide by annual number of human deaths as of 2018", i leoni ogni anno provocano "solo" 22 morti umane, contro un numero assai maggiori di morti provocate da animali molto più diffusi e numerosi che nel pensiero comune non sono in genere ritenuti altrettanto pericolosi.

### Conservazione

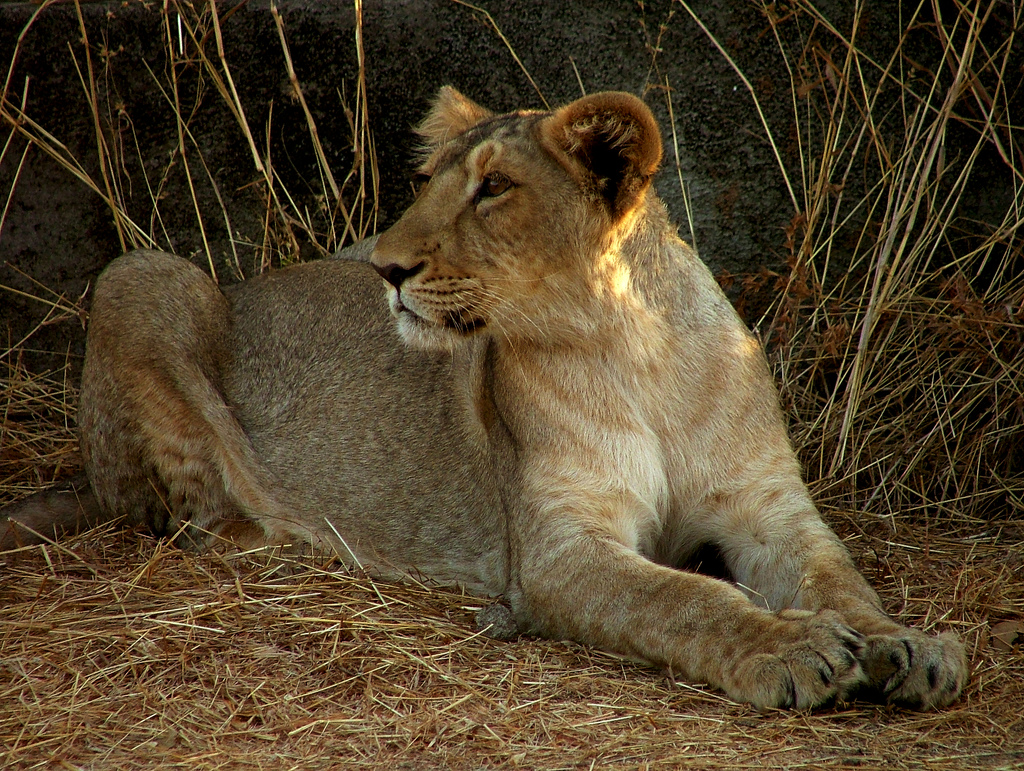
Il leone asiatico, un tempo diffuso dal Mar Mediterraneo al subcontinente indiano, abitava nel 2005 solamente il Gir Forest National Park a Gujarat, India: circa 320 esemplari sopravvivevano in natura.

La maggior parte dei leoni abita l'Africa meridionale e orientale, e il loro numero sta calando rapidamente, con un declino stimato tra il 30 e il 50% negli anni tra il 1990 e il 2010. Le stime attuali parlano di una popolazione di 15000-47500 leoni in natura nel triennio 2002-2004, mentre sembra che negli anni novanta ve ne fossero circa centomila e nel 1950 circa 400000. La causa del declino non è stata ancora compresa appieno e potrebbe essere non reversibile. Al momento, il degrado dell'habitat e i conflitti con l'uomo sono le minacce peggiori per la specie. Le popolazioni sopravvissute sono isolate l'una dall'altra e ciò comporta carenza di diversità genetica. Pertanto il leone è considerato vulnerabile dall'International Union for Conservation of Nature and Natural Resources, mentre la popolazione asiatica è classificata come in pericolo critico. La popolazione dell'Africa occidentale è completamente isolata da quella dell'Africa centrale, con pochi o nessuno scambio. I maschi maturi in Africa occidentale erano circa 850-1160 nel triennio 2002-2004. Le dimensioni dell'intera popolazione sono dubbie, ma pare che ci siano da 100 a 400 leoni nell'ecosistema dell'Arly-Singou in Burkina Faso.
Sia per la sottospecie meridionale sia per quella settentrionale si è reso necessario creare e mantenere parchi nazionali e riserve. Le più conosciute sono il Parco nazionale d'Etosha in Namibia, il Parco nazionale del Serengeti in Tanzania e il Parco nazionale Kruger nella zona orientale del Sudafrica. Al di fuori di queste aree i contrasti tra leoni e uomini o bestiame sono in genere risolti con l'eliminazione dei felidi. In India l'ultimo rifugio per il leone asiatico è il Gir Forest National Park, largo 14 km² e localizzato nell'Ovest del paese. Il parco nel 2004 ospitava 359 leoni Come in Africa numerose abitazioni di uomini sono nei pressi del parco, con conseguenti scontri tra leoni, bestiame domestico, locali e agenti forestali. Il progetto per la reintroduzione del leone asiatico è volto allo stabilimento di una seconda popolazione indipendente nel Kuno Wildlife Sanctuary nello Stato di Madhya Pradesh. Questa seconda popolazione avrebbe lo scopo di creare la necessaria diversità genetica per la sopravvivenza della specie.

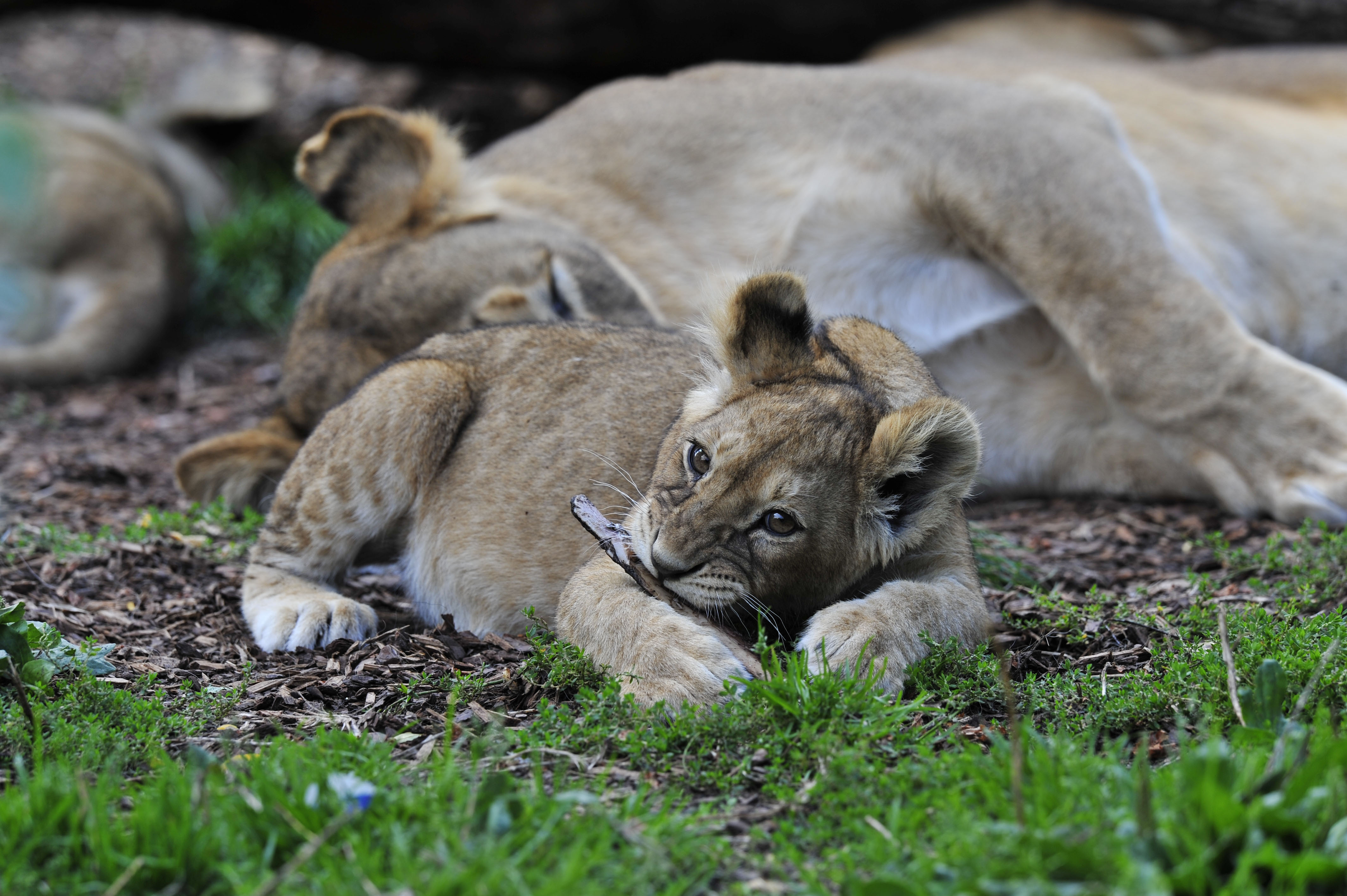
Cucciolo intento a giocare con un pezzo di corteccia.

Un esempio sono i dodici leoni del Port Lympne Zoo nel Kent, in Inghilterra, che sono discendenti degli animali posseduti dal Re del Marocco.
Altri undici leoni vivono nello zoo di Addis Abeba e dovrebbero discendere da animali posseduti dall'imperatore Haile Selassie. WildLink International, in collaborazione con l'Università di Oxford ha avviato l'ambizioso Barbary Lion Project, volto a identificare e allevare leoni berberi in cattività per reintrodurli nel parco nazionale dell'Atlante in Marocco.
In seguito alla scoperta del forte declino della specie nell'Africa subsahariana sono stati stabiliti molti sforzi per la loro protezione. In particolare i leoni sono una delle specie nello Species Survival Plan, attività coordinata dall'Association of Zoos and Aquariums per incrementare le possibilità di sopravvivenza dei singoli individui. Il piano ebbe inizio in origine nel 1982 ed era rivolto al leone asiatico, ma era stato bloccato quando si scoprì che la maggior parte dei leoni asiatici negli zoo nordamericani non erano geneticamente puri, essendo stati incrociati con individui africani. Il piano per il leone africano partì quindi nel 1993, specialmente rivolto alle popolazioni sudafricane, anche se il mantenimento di un certo livello di diversità genetica è reso arduo dall'incertezza sulla provenienza di molti individui.

## Nella cultura di massa

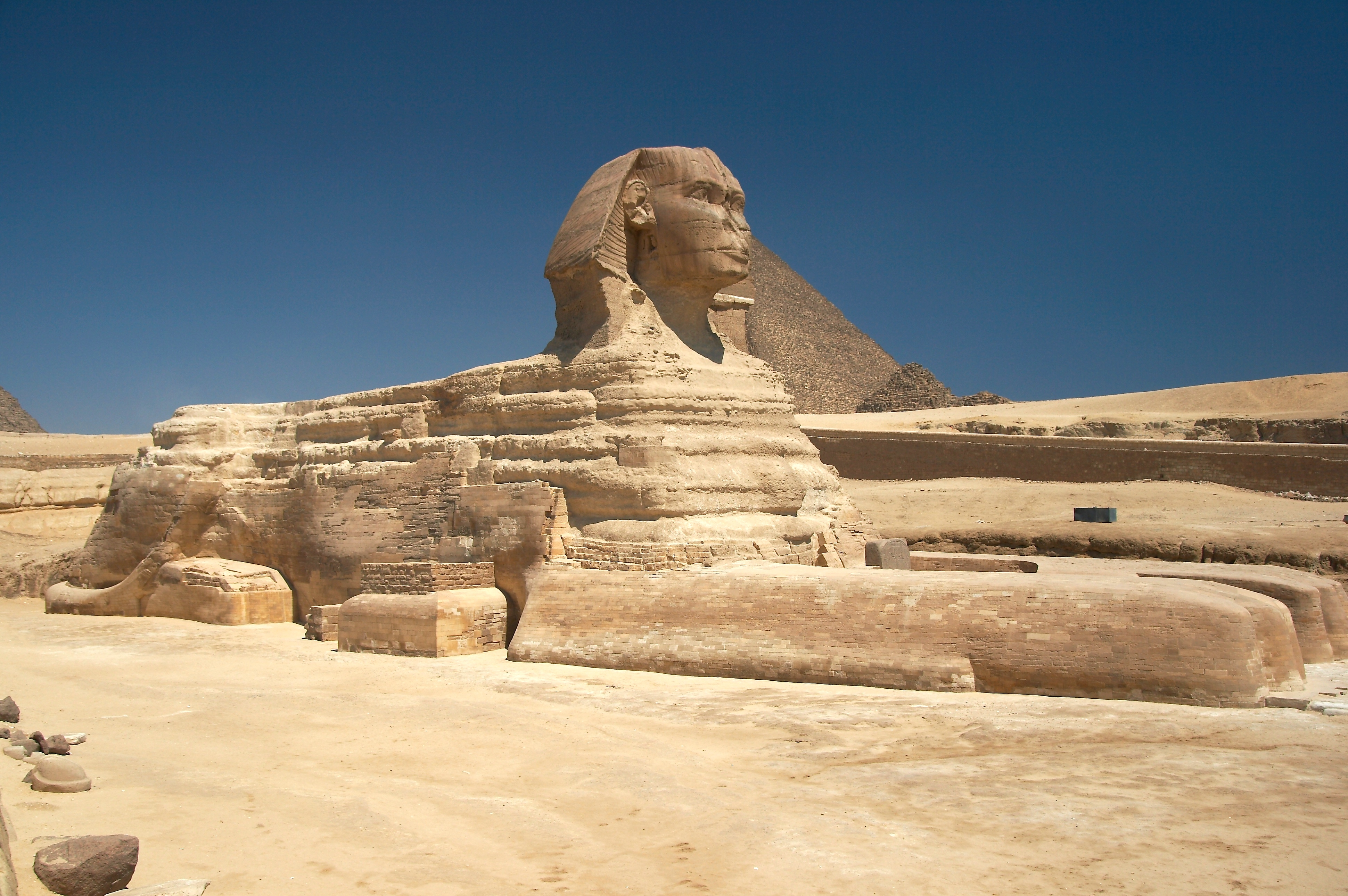
La grande sfinge di Giza in Egitto presenta la testa umana e il corpo di leone

Il leone è uno dei simboli animali più riconoscibili nella cultura umana. È stato ampiamente raffigurato in sculture e dipinti, su bandiere nazionali e nelle opere cinematografiche e letterarie contemporanee. È considerato il "Re degli Animali" e ha simboleggiato potere, regalità e protezione. Diversi leader hanno portato il nome di "leone", tra cui Sundiata Keita dell'Impero del Mali, noto come il "Leone del Mali", e Riccardo Cuor di Leone d'Inghilterra. La criniera del maschio lo rende particolarmente riconoscibile, motivo per cui è stato rappresentato più spesso della femmina. Ciononostante, anche la leonessa ha rivestito un ruolo importante come figura di guardiana.
Nell'antica Grecia, il leone compare in diverse favole di Esopo, in particolare ne Il leone e il topo. Nella mitologia greca, il leone di Nemea viene ucciso dall'eroe Eracle, che poi ne indossa la pelle. Anche Lancillotto e Galvano furono eroi che uccisero leoni nell'Europa medievale. I leoni continuano a comparire nella letteratura moderna, come il Leone codardo ne Il meraviglioso mago di Oz (1900) di L. Frank Baum, e Aslan ne Il leone, la strega e l'armadio di C. S. Lewis. Nel cinema, il leone è stato rappresentato come re degli animali nel film d'animazione Disney Il re leone (1994).